# USS New Jersey (BB-62)
New Jersey (BB-62) – amerykański pancernik typu Iowa, nazywany także „Big J” (ang. Wielkie J) lub „Black Dragon” (ang. Czarny Smok); drugi okręt US Navy nazwany na cześć stanu New Jersey. Okręt ten uzyskał najwięcej gwiazd bojowych (ang. battle star) za udział w misjach bojowych spośród jednostek typu Iowa i jako jedyny pancernik wspierał ogniem artyleryjskim wojska amerykańskie podczas wojny wietnamskiej.
Podczas drugiej wojny światowej „New Jersey” ostrzeliwał cele na Guamie i Okinawie, a także zapewniał osłonę lotniskowcom podczas walk w archipelagu Wysp Marshalla. W czasie wojny koreańskiej „New Jersey” pełnił służbę patrolową u wybrzeży Korei Północnej, a po powrocie do Stanów Zjednoczonych został wycofany do rezerwy i przesunięty do Floty Rezerwowej Stanów Zjednoczonych, bardziej znanej pod nazwą mothball fleet (flota naftalinowa). Wkrótce jednak, już w roku 1968, został na krótko przywrócony do służby i wysłany do Wietnamu z zadaniem wspierania ogniem artyleryjskim piechoty amerykańskiej. Podczas testów po modernizacji w 1968 roku, „New Jersey” osiągnął prędkość 35,2 węzła, co uczyniło go najszybszym kiedykolwiek zbudowanym pancernikiem. W 1969 roku ponownie wycofany do rezerwy. Po raz kolejny przywrócono go do służby w latach 80. w ramach planu marynarki 600 okrętów (ang. 600-ship Navy), kiedy to okręt zmodernizowano i przystosowano do przenoszenia pocisków rakietowych. W 1983 roku „New Jersey” uczestniczył w amerykańskiej operacji wojskowej podczas libańskiej wojny domowej.
Po raz ostatni USS „New Jersey” wycofano ze służby w 1991 roku z dorobkiem dziewiętnastu gwiazd bojowych za misje bojowe podczas drugiej wojny światowej, wojny koreańskiej, wietnamskiej, wojny domowej w Libanie i służbę podczas wojny w Zatoce Perskiej oraz odznaczeniem Navy Unit Commendation. Po krótkim pobycie w rezerwie jednostka została przekazana do Home Port Alliance w Camdenie w stanie New Jersey, gdzie od 15 października 2001 roku pełni rolę okrętu muzeum.

## Budowa

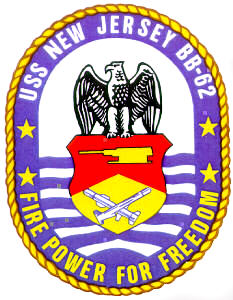

USS „New Jersey” był jednym z sześciu zaplanowanych „szybkich pancerników” typu Iowa, których projekt opracowano w 1938 roku w Wydziale Przygotowawczym Biura Konstrukcji i Napraw. Ostatecznie pomimo rozpoczęcia budowy wszystkich sześciu pancerników ukończono jedynie cztery; „New Jersey” był drugim zbudowanym okrętem tego typu. Wodowanie jednostki odbyło się 12 grudnia 1942 roku, a matką chrzestną została Carolyn Edison, żona gubernatora New Jersey i byłego sekretarza marynarki Charlesa Edisona. Oficjalne przyjęcie pancernika do służby nastąpiło 23 maja 1943 roku, a jego pierwszym dowódcą mianowano Carla F. Holdena.
W przeciwieństwie do pozostałych pancerników typu Iowa decyzję o nadaniu nazwy „New Jersey” wydał prezydent Stanów Zjednoczonych Franklin Delano Roosevelt w odpowiedzi na dług polityczny wobec nowego gubernatora stanu, Charlesa Edisona. To właśnie Edison podczas pracy w Departamencie Marynarki doprowadził do realizacji budowy pancerników typu Iowa i do wybudowania jednego z nich w stoczni Philadelphia Naval Shipyard, czym zapewnił Rooseveltowi głosy w stanach Pensylwania i New Jersey podczas wyborów w 1940 roku.
Pancerniki typu Iowa mają 271 metrów długości i prawie 33 metry szerokości; wymiary dobrano ze względu na konieczność zachowania specyfikacji Panamax, określającej maksymalne rozmiary jednostki pływającej, jaka może być śluzowana przez Kanał Panamski. Dzięki temu pancerniki mogły być w krótkim czasie przemieszczane pomiędzy akwenami Atlantyku i Pacyfiku. Wyporność pustego USS „New Jersey”, która została określona na 45 000 ton traktatem londyńskim z 1936 roku, zgadzała się z jego postanowieniami jedynie na papierze, gdyż w rzeczywistości pełna wyporność jednostki po załadowaniu i uzbrojeniu wyniosła około 58 000 ton.
Bateria główna „New Jersey” (tak jak pozostałych pancerników typu Iowa) składała się z dziewięciu odtylcowych dział morskich Mark 7 kalibru 406 milimetrów (16 cali) i długości luf wynoszącej 50 kalibrów zainstalowanych w trzech wieżach artyleryjskich: dwóch w części dziobowej i jednej na rufie okrętu, określanych jako konfiguracja „2-A-1”. Działa te były zdolne do wystrzeliwania pocisków przeciwpancernych o masie 1225 kilogramów na odległość do 44 kilometrów (24 mile morskie).
Artyleria średnia okrętu składała się z dział kalibru 127 milimetrów ulokowanych w dziesięciu dwudziałowych wieżach, po pięć na każdej burcie, mogących ostrzeliwać cele oddalone o 14 kilometrów (9 mil morskich).
Ze względu na rozwój lotnictwa wojskowego i konieczność utrzymania przewagi powietrznej pojawiła się potrzeba ochrony własnych lotniskowców przed siłami powietrznymi nieprzyjaciela. Z tego powodu USS „New Jersey” został wyposażony w szeroki wachlarz uzbrojenia przeciwlotniczego, składającego się z armat, które miały zwalczać zagrożenie ze strony nieprzyjacielskich myśliwców i bombowców nurkujących. W jego skład wchodziły 20-milimetrowe działka automatyczne Oerlikona i uznawane za najlepszą lekką broń przeciwlotniczą drugiej wojny światowej 40-milimetrowe armaty Boforsa. Po przywróceniu do służby w 1968 roku działka Oerlikona i Boforsa zdemontowano, dostosowując pancernik do specyfiki jego nowej misji – bombardowania celów naziemnych. Kolejna reaktywacja okrętu w 1982 roku pociągnęła za sobą demontaż czterech wież artylerii średniej. Zamiast nich zamontowano cztery zestawy systemu artyleryjskiego Phalanx CIWS, którego zadaniem była ochrona przed samolotami i pociskami rakietowymi nieprzyjaciela, oraz dwa kontenery MK-143 Armored Box Launcher dla ośmiu pocisków BGM-109 Tomahawk i cztery czterokontenerowe wyrzutnie Mk 141 dla szesnastu pocisków RGM-84 Harpoon.
Maszynownia okrętu mieści osiem kotłów parowych Babcock & Wilcox typu M zasilających cztery turbiny parowe General Electric z podwójnym rozprężaniem pary; każda turbina napędza wał zakończony śrubą. Zewnętrzne śruby pancernika mają średnicę 5,5 metra i cztery łopaty, natomiast nieznacznie mniejsze wewnętrzne o średnicy 5,3 metra mają po pięć łopat. Maszyny te pozwalają pancernikowi rozwinąć prędkość ponad 33 węzłów (61 km/h), co czyni okręty typu Iowa najszybszymi pancernikami wszech czasów. Koszt budowy New Jersey wyniósł ok. 100 mln dolarów, nie wliczając w cenę kosztów uzbrojenia oraz opancerzenia.
| Grubość opancerzenia pancerników typu Iowa | |
| Pas pancerny                               | 310 mm (12,2 cala) + 22 mm (0,75 cala) + 38 mm (1,5 cala) + 16 mm (0,625 cala)                                              |
| Grodzie cytadeli                           | 368 mm (14,5 cala) |
| Barbety                                    | 439 mm (17,3 cala) |
| Wieże                                      | przód: 495 mm (19,7 cala) boki: 305-241 mm (12-9,5 cala) strop: 184 mm (7,25 cala)                                          |
| Pokłady                                    | górny: 38 mm (1,5 cala) pancerny: 153-184 mm (6-7,2 cala) p. odłamkowy: 16 mm (0,625 cala) dolny: 16-13 mm (0,625-0,5 cala) |

## Druga wojna światowa (1944–1945)

### Próby morskie i służba w Piątej Flocie admirała Spruance’a
Uzupełnienie wyposażenia i ćwiczenia pierwszej załogi USS „New Jersey” odbyły się na zachodnim Atlantyku i Karaibach. 7 stycznia 1944 roku okręt przepłynął Kanał Panamski, udając się w kierunku Funafuti na Wyspach Ellice, gdzie 22 stycznia dołączył do amerykańskiej Piątej Floty. Trzy dni później pancernik wypłynął w składzie Grupy Uderzeniowej 58.2 (Task Force 58.2, w skrócie TF 58.2) z misją wsparcia lądujących na Wyspach Marshalla oddziałów amerykańskich wojsk lądowych i piechoty morskiej. Jego głównym zadaniem była ochrona lotniskowców grupy uderzeniowej przed samolotami japońskimi podczas nalotów prowadzonych od 29 stycznia do 2 lutego przez samoloty amerykańskie przeciw celom zlokalizowanych na atolach Kwajalein i Enewetak. W tym okresie, 31 stycznia, okręt udzielił wsparcia artyleryjskiego lądującym wojskom amerykańskim.
4 lutego w Majuro USS „New Jersey” stał się okrętem flagowym, gdy dowodzący Piątą Flotą admirał Raymond Spruance przeniósł na jego pokład swoją banderę. Pierwszą akcją pancernika jako okrętu flagowego była operacja „Hailstone”, trwający dwa dni atak amerykańskiej grupy uderzeniowej na zlokalizowaną na Truk główną bazę floty japońskiej na Karolinach. Skoordynowanie operacji z atakiem na Kwajalein skutecznie uniemożliwiło kontruderzenie na właśnie zdobyte wyspy Marshalla. 17 i 18 lutego amerykańska grupa uderzeniowa natknęła się na japońskie siły morskie w składzie dwóch krążowników lekkich, czterech niszczycieli, trzech krążowników pomocniczych, dwóch okrętów zaopatrzenia okrętów podwodnych, dwóch ścigaczy okrętów podwodnych, uzbrojonego trawlera, okrętu do transportu samolotów, a także 23 innych jednostek pomocniczych, nie licząc mniejszych statków. USS „New Jersey” zniszczył trawler, a także z innymi okrętami grupy zatopił japoński niszczyciel „Maikaze” typu Kagerō. Ostrzelał również jeden samolot usiłujący zaatakować amerykańskie okręty. Grupa uderzeniowa wróciła na Wyspy Marshalla 19 lutego.
Pomiędzy 17 marca a 10 kwietnia USS „New Jersey” wraz z okrętem flagowym kontradmirała Marca Mitschera, lotniskowcem USS „Lexington”, wspierał działania przeciwko celom na atolu Mili, a później powtórnie wszedł w skład Task Force 58.2, której celem było zwalczanie jednostek pływających wroga w akwenie Palau i ostrzeliwanie miasta Woleai. Po powrocie do Majuro admirał Spruance przeniósł swoją flagę na pokład krążownika USS „Indianapolis”.
W kolejną misją „New Jersey” wypłynął z Majuro 13 kwietnia 1944 roku z zadaniem ochrony lotniskowców wspierających przeprowadzoną 22 kwietnia inwazję na położone na północnym wybrzeżu Nowej Gwinei miasto Aitape, zatokę Tanahmerah i zatokę Humboldta. 29 i 30 kwietnia pancernik ostrzeliwał cele morskie i instalacje nabrzeżne na wyspie Truk. 1 maja w wyniku ostrzału wyspy Pohnpei pociskami artylerii głównej pancernika zniszczeniu uległy składy paliw, a poważnym uszkodzeniom – lotnisko i budynki sztabowe wojsk japońskich. Do portu Majuro okręt ponownie wszedł po zakończeniu misji w dniu 4 maja.
Po przebazowaniu na wyspy Marshalla tuż przed inwazją na Mariany „New Jersey” wypłynął 6 czerwca z zadaniem ochrony i wspierania ogniem artyleryjskim grupy bojowej admirała Mitschera. 12 czerwca, drugiego dnia poprzedzających uderzenie na wyspy ataków z powietrza, artyleria pancernika zniszczyła jeden samolot torpedowy, a przez kolejne dwa dni prowadziła ostrzał celów na wyspach Saipan i Tinian przed planowanym lądowaniem piechoty morskiej, które odbyło się 15 czerwca.
W odpowiedzi na amerykańskie działania na Marianach dowództwo japońskie wydało własnej flocie rozkaz ataku i unicestwienia nieprzyjacielskich sił inwazyjnych. Dzięki informacjom wywiadowczym uzyskanym z okrętu podwodnego, który zaobserwował japońska flotę zmierzającą w kierunku Morza Filipińskiego, grupy uderzeniowe admirała Spruance’a i admirała Mitschera połączyły siły, przygotowując się na przybycie przeciwnika. Gdy 19 czerwca samoloty amerykańskie i japońskie rozpoczęły bitwę na Morzu Filipińskim, USS „New Jersey” zajął pozycję w pobliżu własnych lotniskowców w celu ich ochrony. W ciągu dwóch dni amerykańskie samoloty zadały dotkliwe straty lotnictwu japońskiemu, zestrzeliwując ponad 400 maszyn przy minimalnych stratach własnych. Ogrom strat samolotów japońskich określany przez Amerykanów „strzeleniem do mariańskich indyków” dopełniła strata trzech lotniskowców. Pierwszy, „Taihō”, został trafiony torpedą wystrzeloną z okrętu podwodnego USS „Albacore” i w wyniku uszkodzenia zbiorników paliwa lotniczego eksplodował sześć godzin później. Drugi lotniskowiec, „Shōkaku”, padł ofiarą trzech torped okrętu podwodnego USS „Cavalla”, a kolejny, „Hiyō”, – dwóch torped zrzuconych przez działające z lekkiego lotniskowca USS „Belleau Wood” samoloty torpedowe Grumman TBF Avenger. Ponadto uszkodzeniu uległy dwa inne lotniskowce i pancernik. Prowadzony przez artylerię przeciwlotniczą „New Jersey” ogień zaporowy okazał się na tyle skuteczny, że jedynymi stratami Amerykanów było siedemnaście samolotów i dwa lekko uszkodzone okręty.

### Służba w Trzeciej Flocie admirała Halseya
USS „New Jersey” zakończył swój wkład w zdobycie Marianów atakami na wyspy Guam i Palau, po czym odpłynął w kierunku Pearl Harbor, gdzie dotarł 9 sierpnia. 24 sierpnia na pokład pancernika przeniósł swoją banderę admirał William Halsey, głównodowodzący Trzeciej Floty. Sześć dni później pancernik obrał kurs na Ulithi, gdzie stacjonował przez następne osiem miesięcy, wspierając działające w rejonie Filipin siły aliantów. Podczas dalszych działań wojennych na Pacyfiku na wodach wokół Filipin, Okinawy i Formozy poruszały się grupy uderzeniowe szybkich lotniskowców, prowadząc ataki na bazy lotnicze, cele morskie i instalacje nabrzeżne wroga.
We wrześniu celem ataków były wyspy Visayas i południowych Filipin, głównie w prowincjach Manila i Cavite, oraz wyspy Panay, Negros, Leyte i Cebu. Na początku października prowadzono również ataki na siły japońskie stacjonujące na Okinawie i Formozie; ataki te poprzedziły lądowanie na Leyte 20 października 1944 roku.

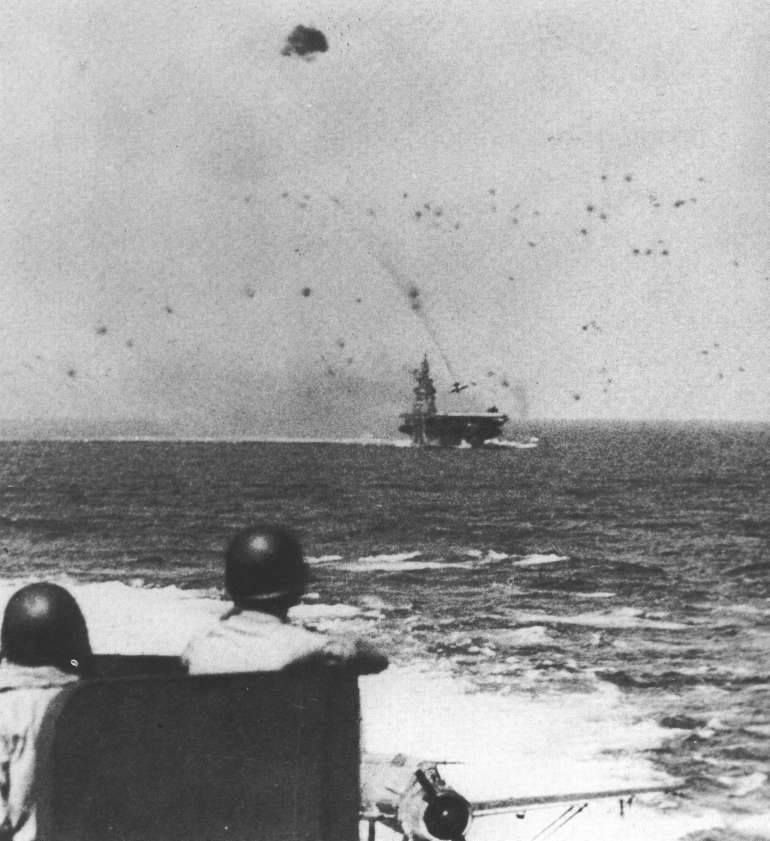
Widok ze stanowiska artylerii przeciwlotniczej na pokładzie USS „New Jersey” w kierunku atakowanego przez japońskiego kamikaze lotniskowca USS „Intrepid”.

Lądowanie na Leyte sprowokowało rozpoczęcie ostatniej wielkiej misji Floty Cesarskiej, zmierzającej do zniszczenia amerykańskich lotniskowców i odzyskania kontroli nad Filipinami. Plan Japończyków zakładał wykorzystanie fortelu polegającego na wystawieniu na przynętę zlokalizowanej na północ od wyspy grupy pozbawionych samolotów lotniskowców, kilku krążowników i niszczycieli w celu odciągnięcia uwagi Amerykanów od wyspy oraz sprowokowanie sił morskich Halseya do ataku na tę grupę. Manewr taki umożliwiłby głównym siłom japońskim wdarcie się do zatoki Leyte przez cieśninę San Bernardino. Na początku bitwy o Leyte samoloty z ochranianych przez „New Jersey” lotniskowców zaatakowały centralną i południową grupę sił japońskich, zatapiając 23 października jeden pancernik. Kolejnego dnia siły Halseya udały na północ, w kierunku stanowiącej przynętę grupy japońskich okrętów. W trakcie ataku samoloty amerykańskie zatopiły cztery lotniskowce oraz krążownik i niszczyciel, a USS „New Jersey” udał się z prędkością alarmową w kierunku nowo odkrytego zagrożenia ze strony centralnej grupy okrętów japońskich, ale gdy tam dotarł, bitwa koło wyspy Samar już się zakończyła, a japońskie okręty były w odwrocie.
27 października 1944 roku USS „New Jersey” dołączył, w pobliżu San Bernardino, do swojej grupy szybkich lotniskowców atakującej cele w południowej i środkowej części wyspy Luzon. Dwa dni później grupa stała się celem ataków samobójczych. Podczas silnego ostrzału z pokładów amerykańskich okrętów i samolotów „New Jersey” zestrzelił japoński samolot, którego pilot próbował skierować maszynę w kierunku pokładu artyleryjskiego lotniskowca USS „Intrepid”. W tym samym czasie ogień dział przeciwlotniczych z tego lotniskowca przypadkowo zranił trzech członków załogi pancernika. Podobny atak nastąpił 25 listopada, gdy wspólnym ogniem przeciwlotniczym grupy zestrzelono trzy japońskie samoloty, a płonące szczątki jednego z nich spadły na pokład lotniskowca USS „Hancock”. „Intrepid” został zaatakowany po raz kolejny, ale artylerzyści z „New Jersey” zestrzelili wrogą maszynę. Zniszczyli również samolot usiłujący w ataku samobójczym trafić lekki lotniskowiec USS „Cabot”, a drugi uszkodzili, doprowadzając do jego rozbicia o prawą burtę okrętu.
18 grudnia 1944 roku okręty Task Force 38 dostały się w rejon tajfunu Cobra. Tajfun ten uderzył w grupę okrętów w składzie trzynastu lotniskowców, ośmiu pancerników, piętnastu krążowników i około pięćdziesięciu niszczycieli podczas próby tankowania na morzu. Jednostki znajdowały się wówczas około 300 mil morskich (500 kilometrów) na wschód od Luzonu; wracały z trzydniowego rajdu przeciwko japońskim lotniskom w celu uniemożliwienia startu samolotów podczas amerykańskich desantów morskich na filipińską wyspę Mindoro. Grupa uderzeniowa spotkała się 17 grudnia z okrętami grupy paliwowej kapitana Jaspera T. Acuffa z zamiarem zatankowania wszystkich okrętów i uzupełnienia utraconych samolotów. Chociaż pogoda psuła się od początku dnia, oznaki nadchodzącego tajfunu były względnie niewielkie. Na pokładzie każdego z lotniskowców Trzeciej Floty służył meteorolog, a na flagowym okręcie „New Jersey” funkcję tę pełnił bardzo doświadczony specjalista, komandor porucznik G.F. Kosco, absolwent MIT, badacz tajfunów w Indiach Zachodnich. Mimo to żaden z nich nie potrafił przewidzieć nadchodzącego zagrożenia. 18 grudnia, gdy okręty przygotowywały się do tankowania, rozpętała się potężna burza. Trzy niszczyciele, „Hull”, „Monaghan” i „Spence”, wywróciły się i zatonęły z niemal całą załogą. Krążownik, pięć lotniskowców i trzy inne niszczyciele zostały ciężko uszkodzone. Około 790 oficerów i marynarzy utonęło lub zaginęło, a osiemdziesięciu zostało rannych. Na skutek pożarów, które wybuchły na trzech lotniskowcach, zmycia z pokładów i ciężkich uszkodzeń stracono 146 samolotów. Dzięki staraniom załogi USS „New Jersey” przetrwał tajfun bez poważnych uszkodzeń i powrócił do Ulithi w Wigilię Bożego Narodzenia, dołączając do floty admirała Chestera Nimitza.

### Służba wBattleship Division Sevenadmirała Badgera
USS „New Jersey” wypłynął w trwający od 30 grudnia 1944 roku do 25 stycznia 1945 roku ostatni rejs jako okręt flagowy admirała Halseya. Jego zadaniem była ochrona lotniskowców działających u brzegów Formozy, Okinawy i Luzonu, później także u wybrzeży Indochin, Hongkongu, Shantou i Xiamen oraz znów Formozy i Okinawy. Do Ulithi okręt zawinął 27 stycznia. W tym dniu admirał Halsey przeniósł swoją banderę z „New Jersey”, a na jej miejscu dwa dni później zawisła bandera kontradmirała Oscara C. Badgera, dowodzącego 7. Dywizjonem Pancerników (Battleship Division Seven).
W okresie od 19 do 21 lutego, w ramach wsparcia dla Iwo Jimy, „New Jersey” ochraniał grupę bojową lotniskowca USS „Essex” podczas ataków powietrznych na wyspę, które pozwoliły na przeprowadzenie 25 lutego pierwszego zmasowanego ataku samolotów pokładowych na zlokalizowane w okolicach Tokio zakłady lotnicze. Podczas następnych dwóch dni pancernik uczestniczył w kolejnych atakach na Okinawę.
Pancernik „New Jersey” był bezpośrednio zaangażowany w działania bojowe na Okinawie w dniach od 14 marca do 16 kwietnia. Podczas gdy lotniskowce przygotowywały się do ostatecznego uderzenia, atakując Okinawę i Honsiu, pancernik odpierał ataki powietrzne Japończyków, prowadził akcje ratowania zestrzelonych pilotów za pomocą własnych wodnosamolotów oraz chronił lotniskowce przed atakami samobójczymi, zestrzeliwując przynajmniej trzy wrogie maszyny i współuczestnicząc w zniszczeniu wielu innych. 24 marca 1945 roku „New Jersey” rozpoczął ostrzeliwanie plaż na tych wyspach przed uderzeniem wojsk amerykańskich, które nastąpiło tydzień później.
W ostatnich miesiącach wojny dokonano remontu USS „New Jersey” w stoczni Puget Sound Naval Shipyard, skąd wypłynął on 4 lipca do San Pedro, Pearl Harbor, a później atolu Eniwetok i Guam, gdzie 14 sierpnia kolejny raz stał się okrętem flagowym Piątej Floty admirała Spruance’a. Krótkie postoje w Manili i na Okinawie poprzedziły przybycie okrętu 17 września do Zatoki Tokijskiej, gdzie pełnił funkcję okrętu flagowego kolejnych dowódców amerykańskich sił morskich na wodach Japonii do czasu, gdy funkcję tę przejął USS „Iowa”. W ramach operacji „Magic Carpet” (latający dywan) na pokład pancernika zaokrętowano prawie tysiąc wracających do domu żołnierzy amerykańskich. 10 lutego 1946 roku USS „New Jersey” zawinął do portu w San Francisco.

## Okres powojenny (1946–1950)

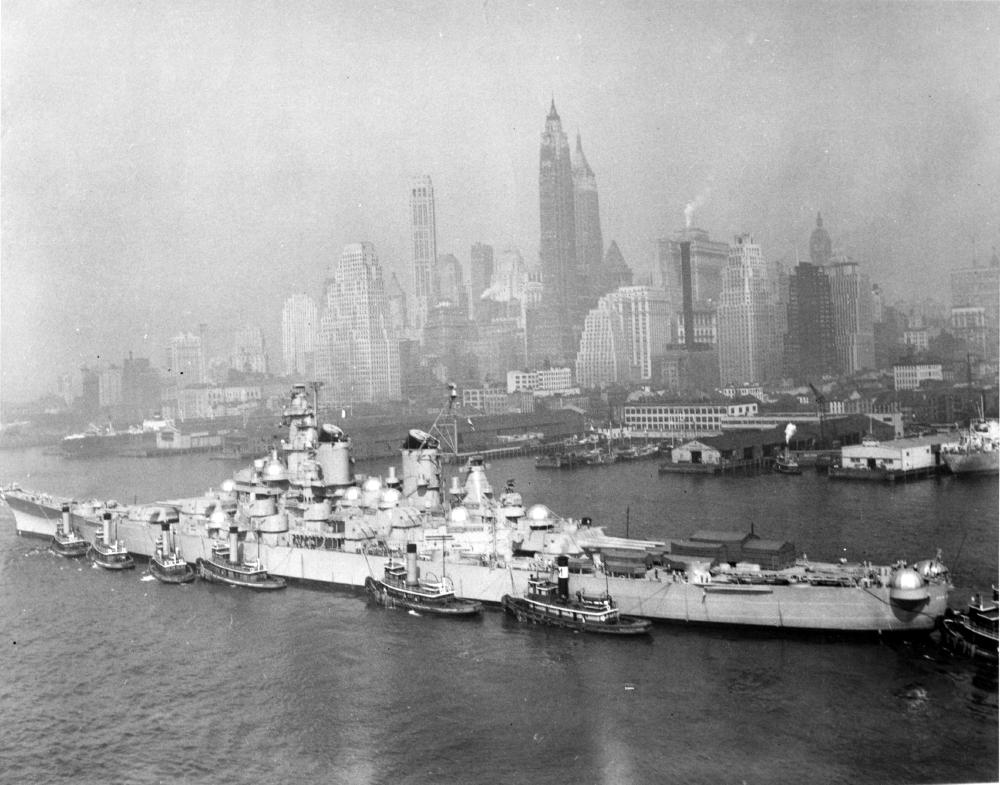
Fotografia USS „New Jersey” wykonana krótko po wycofaniu do rezerwy w 1948 roku

Po zakończeniu operacji na zachodnim wybrzeżu i remoncie w Puged Sound „New Jersey” wyruszył do macierzystego portu w Bayonne, aby 23 maja 1947 roku uświetnić czwartą rocznicę przyjęcia do służby. Wśród obecnych na uroczystości dygnitarzy byli ówczesny gubernator stanu Alfred E. Driscoll i jego poprzednik Walter E. Edge.
Od 7 czerwca do 26 sierpnia „New Jersey” wypłynął w rejs na północne akweny Europy w składzie pierwszej ćwiczebnej eskadry, która zawitała na te wody od rozpoczęcia drugiej wojny światowej. 23 czerwca w szkockim Rosyth na pokład pancernika przeniesiono banderę głównodowodzącego amerykańskimi siłami morskimi na wschodnim Atlantyku i Morzu Śródziemnym admirała Richarda L. Connolly’ego. Pod jego komendą na pokładzie okrętu zdobywało doświadczenie morskie ponad 2000 kadetów Akademii Marynarki Wojennej Stanów Zjednoczonych i Korpusu Szkolenia Oficerów Rezerwy Marynarki. Podczas wizyty w Europie na pokładzie USS „New Jersey” goszczono oficjalne delegacje między innymi w Oslo, gdy król Norwegii Haakon VII wizytował załogę 2 lipca, i w angielskim Portsmouth. Eskadra skierowała się na zachód 18 lipca w celu kontynuowania ćwiczeń na akwenach Karaibów i zachodniego Atlantyku.
Od 12 września do 18 października USS „New Jersey” służył w Nowym Jorku jako okręt flagowy kontradmirała Hebera H. McLeana, dowódcy 1. Dywizjonu Pancerników, a później wycofano go ze służby i zacumowano w New York Naval Shipyard. Oficjalne wycofanie okrętu z czynnej służby i przesunięcia go nowojorskiej grupy Floty Rezerwowej Stanów Zjednoczonych nastąpiło w Bayonne 30 czerwca 1948 roku.

## Wojna koreańska (1950–1953)
W 1950 roku Korea Północna zaatakowała Koreę Południową, dając powód do interwencji Stanów Zjednoczonych działających z ramienia ONZ. Prezydent Stanów Zjednoczonych Harry S. Truman w momencie inwazji przebywał na urlopie, ale dość szybko wydał amerykańskim siłom zbrojnym stacjonującym w Japonii rozkaz przebazowania do Korei Południowej. Ponadto polecił wysłanie ze Stanów Zjednoczonych dodatkowych sił piechoty, czołgów, samolotów myśliwskich i bombowych oraz znacznych sił morskich w celu wsparcia Republiki Korei. W ramach mobilizacji odwołano z rezerwowej floty atlantyckiej także pancernik „New Jersey”, któremu przydzielono zadanie wsparcia artyleryjskiego dla wojsk ONZ i Korei Południowej. Oficjalne przywrócenie pancernika do służby odbyło się w Bayonne 21 listopada 1950 roku. Dowództwo okrętu powierzono kapitanowi Davidowi M. Tyreemu, którego pierwszym zadaniem było przeprowadzenie na Karaibach ćwiczeń przygotowujących załogę do pełnienia służby w warunkach wojny koreańskiej. Pancernik wypłynął w kierunku Korei 16 kwietnia 1951 roku z Norfolku w stanie Wirginia; dotarł na wschodnie wybrzeże Półwyspu Koreańskiego 17 maja. Dowodzący Siódmą Flotą Stanów Zjednoczonych admirał Harold M. Martin zawiesił swoją banderę na pokładzie „New Jersey” na kolejnych sześć miesięcy.
Pierwsze bombardowanie wybrzeża koreańskiego pociskami artylerii głównej rozpoczęto 20 maja w okolicy Wŏnsanu. Podczas dwóch tur służby na wodach Korei pancernik pełnił rolę mobilnej artylerii morskiej, wspierając bezpośrednio ogniem artyleryjskim nacierające wojska ONZ lub ostrzeliwując pozycje wroga przed ofensywą sił sprzymierzonych. Bombardował też szlaki komunikacyjne, uniemożliwiając transport zaopatrzenia dla komunistów, i niszczył umocnione pozycje wroga. Główna artyleria pokładowa „New Jersey” kalibru 406 milimetrów umożliwiała ostrzał celów położonych daleko poza zasięgiem artylerii lądowej, a szybko przemieszczający się pancernik mógł atakować kolejne cele, będąc jednocześnie w zasięgu ochranianych przez niego lotniskowców. Podczas misji pod Wŏnsanem tylko raz zdarzyło się, że pocisk wystrzelony przez północnokoreańską baterię nadbrzeżną trafił w wieżę numer 1 artylerii głównej. W wyniku ostrzału zginął jeden marynarz, a dwóch innych zostało poważnie rannych.

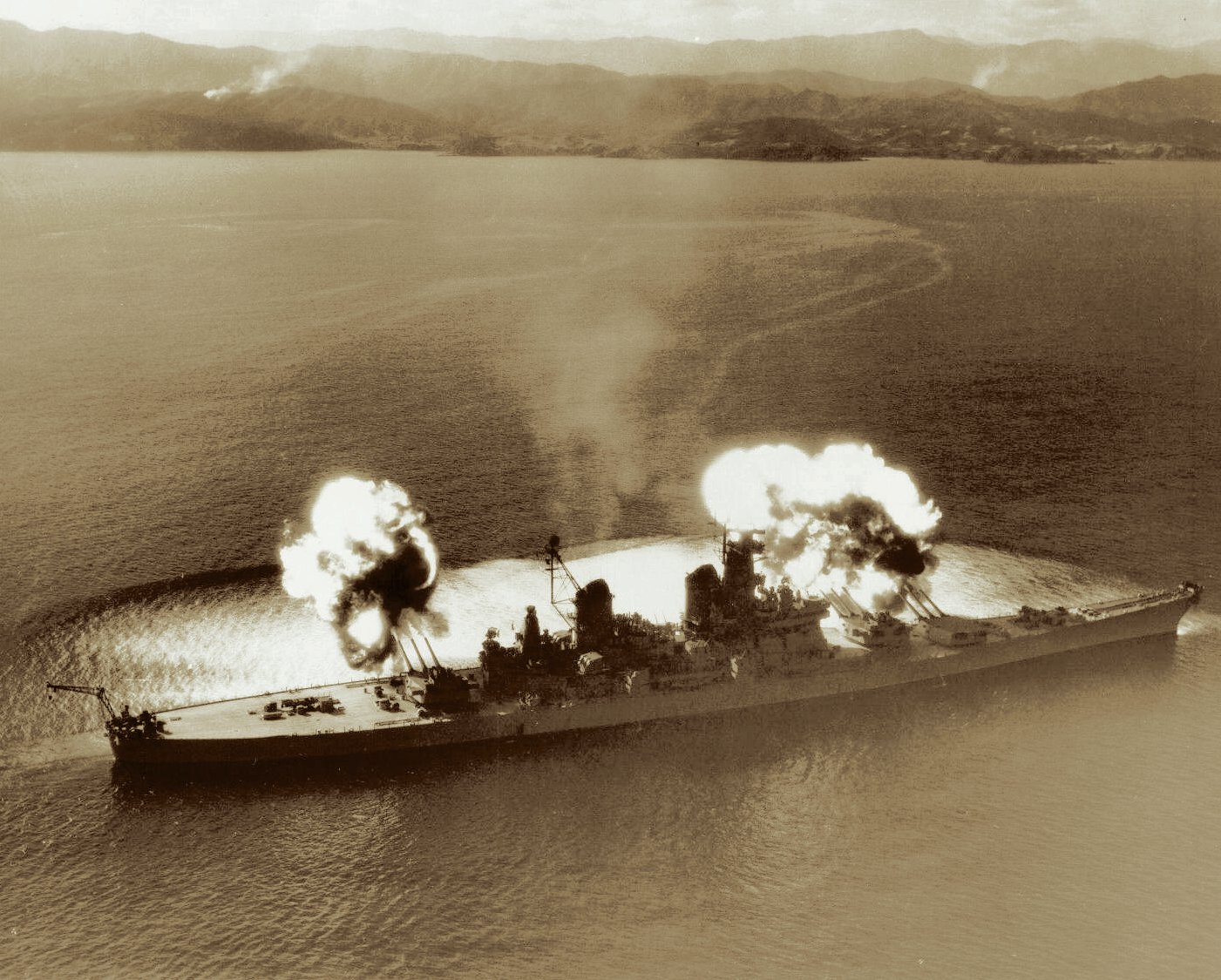
USS „New Jersey” ostrzeliwujący pozycje komunistów w okolicach 38. równoleżnika

Pomiędzy 23 a 27 maja oraz ponownie 30 maja 1951 roku „New Jersey” zbombardował cele w okolicach Yangyangu i Kansongu, powodując rozproszenie skoncentrowanych sił lądowych wroga oraz zniszczenie trzech wielkich składów amunicji. Wywiad lotniczy potwierdził, że po zakończeniu ataku w Yangyangu nie stwierdzono już sił wroga, a infrastruktura kolejowa i transportowa w Kansongu została całkowicie zniszczona. 24 maja jeden ze śmigłowców pokładowych pancernika został utracony podczas akcji ratowania zestrzelonego pilota. Maszyna lądowała awaryjnie z powodu braku paliwa, ale załoga zdołała wydostać się z wrogiego terytorium i wróciła szczęśliwie na pokład „New Jersey”.
4 czerwca „New Jersey” z admirałem Arthurem W. Radfordem, głównodowodzącym Floty Pacyfiku, i wiceadmirałem C. Turnerem Joyem, dowódcą Sił Morskich Dalekiego Wschodu, na pokładzie bombardował cele w Wŏnsanie. Dwa dni później ogniem artylerii głównej pancernik ostrzelał jednostkę artylerii nieprzyjaciela i zgrupowanie ciężarówek pod Kansongiem. Cele te wykrył zwiad lotniczy Siódmej Floty, który potwierdził również ich zniszczenie. 28 czerwca w okolicach Wŏnsanu „New Jersey” został ostrzelany ogniem artylerii nadbrzeżnej. Kilka pocisków spadło w pobliżu jego lewej burty, nie czyniąc żadnych szkód, a celny kontratak artylerii pokładowej skutecznie unieszkodliwił nieprzyjacielski stanowiska.
Pomiędzy 4 a 12 lipca „New Jersey” wspierał natarcie sił ONZ na obszar Kansongu, ostrzeliwując wrogie pozycje. Gdy Pierwsza Dywizja południowokoreańska ruszyła do ataku, obserwatorzy na wybrzeżu zaobserwowali bezpośrednie trafienie salwami z pancernika pozycji moździerzy, składów zaopatrzenia i amunicji oraz zgrupowań wojsk przeciwnika. „New Jersey” powrócił do Wŏnsanu 18 lipca.
Z kolejną misją pomocy wojskom Korei Południowej pancernik wypłynął 17 sierpnia; powrócił w rejon Kansongu, aby przez kolejne cztery doby nękać nieprzyjaciela nocnym ostrzałem i uniemożliwiając kontratak za dnia. Okręt powrócił w ten rejon raz jeszcze 29 sierpnia, aby wspomóc południowokoreańskie siły atakiem na cele poza linią wroga. Przez następne trzy dni „New Jersey” prowadził ciężki ostrzał obszaru Changjon. Po zakończeniu ataku załoga śmigłowca pokładowego zaobserwowała cztery zniszczone budynki, skrzyżowania, płonące instalacje kolejowe, kompletnie zdemolowane torowiska, rozproszone zapasy węgla. Ponadto wiele innych budynków i magazynów płonęło.
Poza krótka przerwą w ostrzale 23 września, gdy na pokład pancernika przyjęto rannych z zaatakowanej przez samoloty nieprzyjaciela południowokoreańskiej fregaty „Apnok” (PF-62), „New Jersey” był znacząco zaangażowany w bombardowanie obszarów w okolicy Kansongu, wspierając ogniem artyleryjskim X Korpus Wojsk Lądowych Stanów Zjednoczonych. Nocą artyleria pancernika prowadziła ostrzał nękający, a za dnia niszczyła wyznaczone cele, znacząco ograniczając ruch wojsk przeciwnika. Zniszczono między innymi most, zaporę wodną, kilka gniazd artyleryjskich, stanowisk moździerzy i schronów oraz dwa składy amunicji.
1 października 1951 roku przewodniczący Kolegium Połączonych Szefów Sztabów, generał Omar Bradley, i Naczelny Dowódca Sił Zbrojnych na Dalekim Wschodzie, generał Matthew Ridgeway, weszli na pokład pancernika w celu odbycia narady z admirałem Martinem.
Między 1 a 6 października „New Jersey” prowadził ostrzał Kansongu, Hamhungu, Hŭngnamu, Tanchonu i Songjinu. Głównym celem na obszarze Kansongu były schrony i składy zaopatrzenia wojsk północnokoreańskich, w pozostałych lokalizacjach ostrzał był prowadzony w kierunku linii kolejowych, tuneli, mostów, rafinerii, pociągów i baterii nadbrzeżnych. Do ostrzału instalacji nieprzyjaciela, oprócz artylerii głównej pancernika, z powodzeniem wykorzystywano również działa artylerii średniej kalibru 127 milimetrów. 16 października celem ostrzału był obszar miasta Kojo, gdzie USS „New Jersey” udał się wraz z lekkim krążownikiem brytyjskim HMS „Belfast” i w asyście samolotów z australijskiego lotniskowca HMAS „Sydney”. Operacja jako dobrze zaplanowana i skoordynowana przyniosła nadzwyczaj dobre wyniki.
Następnie USS „New Jersey” wyruszył w kierunku północnokoreańskiego wybrzeża, gdzie w dniach od 1 do 6 listopada ostrzeliwał infrastrukturę transportową przeciwnika, niszcząc mosty, drogi oraz instalacje kolejowe w okolicach miast Wŏnsan, Hungnam, Tanchon, Iowon, Songjin i Chongjin. Efektem ataków były cztery zniszczone mosty, kilka kolejnych poważnie uszkodzonych, dwie stacje rozrządowe znacznie uszkodzone i wiele metrów całkowicie zniszczonych torów. Kolejną serią ataków na cele w okolicach Kansongu oraz na półwyspie Chang-San-Got w dniach od 11 do 13 listopada pancernik zakończył pierwszą turę służby w Korei.
USS „New Jersey”, zastąpiony w roli okrętu flagowego przez inny pancernik typu Iowa – USS „Wisconsin” – opuścił bazę morską Yokosuka i udał się w kierunku Hawajów, Long Beach i Kanału Panamskiego, aby dotrzeć do Norfolk 20 grudnia na sześciomiesięczny przegląd. Od 19 lipca do 5 sierpnia 1952 roku pancernik pełnił funkcje okrętu flagowego kontradmirała H.R. Thurbera, który dowodził rejsem szklonym dla oficerów rezerwy marynarki do Cherbourga, Lizbony i na Karaiby. Następnie „New Jersey” rozpoczął przygotowania do drugiej tury służby w Korei, dokąd wypłynął z 5 marca 1953 roku.

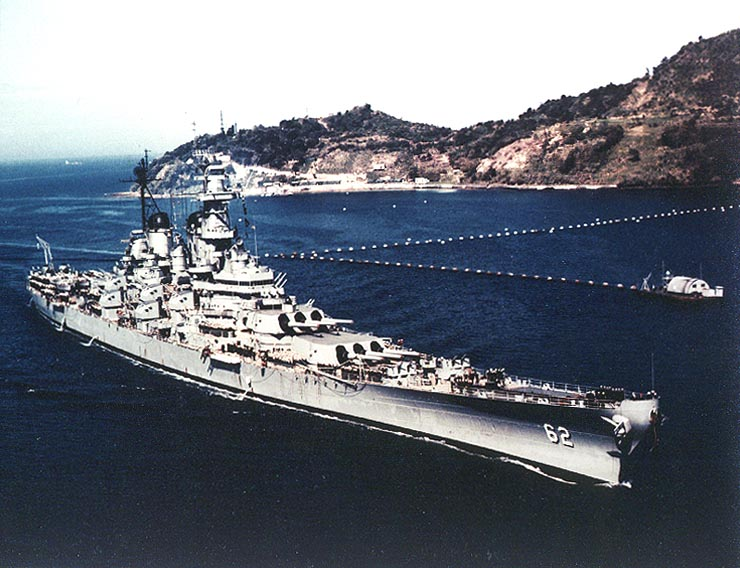
USS „New Jersey” u wybrzeży Japonii, 1953 r.

Trasa okrętu wiodła przez Kanał Panamski, Long Beach i Hawaje do bazy Yokosuka, gdzie pancernik dotarł 5 kwietnia, aby następnego dnia przejąć banderę z USS „Missouri” i stać się okrętem flagowym wiceadmirała Josepha H. Clarka, dowódcy Siódmej Floty. 12 kwietnia „New Jersey” wrócił do akcji, rozpoczynając ostrzał celów w okolicy Chongjinu. Dwa dni później w Pusanie na pokładzie pancernika powitano prezydenta Korei Południowej Li Syng Mana z żoną oraz amerykańskiego ambasadora Ellisa O. Briggsa.
16 kwietnia pancernik ostrzeliwał baterie nadbrzeżne i budynki w okolicach Kojo, a dwa dni później – linię kolejową i tunele niedaleko Hungnamu. 20 kwietnia okręt ostrzeliwał stanowiska artyleryjskie wokół Wŏnsanu, ostatecznie niszcząc wszystkie. Kilkukrotnie baterie przeciwnika ostrzelały pancernik, ale nie otrzymał on żadnego trafienia. Kolejnym celem było miasto Songjin, w którego okolicach 23 kwietnia artyleria USS „New Jersey” zniszczyła przez bezpośrednie trafienia pociskami kalibru 406 milimetrów infrastrukturę kolejową, tunel i dwa mosty.
1 maja pancernik zapewnił wsparcie artyleryjskie dla głównego uderzenia sił powietrznych i piechoty na Wŏnsan, współpracując z samolotami Siódmej Floty, które zarówno atakowały cele, jak i wskazywały je artylerii okrętu. Łącznie w ciągu tego dnia zniszczono jedenaście stanowisk baterii nadbrzeżnej, a cztery dni później główny punkt obserwacyjny na półwyspie Hodo-pando. Kolejne dwa dni później celem pancernika był przylądek Kalma-gak.
W dziesiątą rocznicę przyjęcia do służby USS „New Jersey”, 23 maja 1953 roku, na pokładzie okrętu zacumowanego w Inczonie odbyła się uroczystość, na której gościł między innymi prezydent Korei Południowej Li Syng Man z żoną, generał Maxwell Taylor i wielu innych dygnitarzy. Dwa dni później pancernik wrócił do służby wzdłuż zachodniego wybrzeża od Chinampo, atakując pozycje obrony wybrzeża.

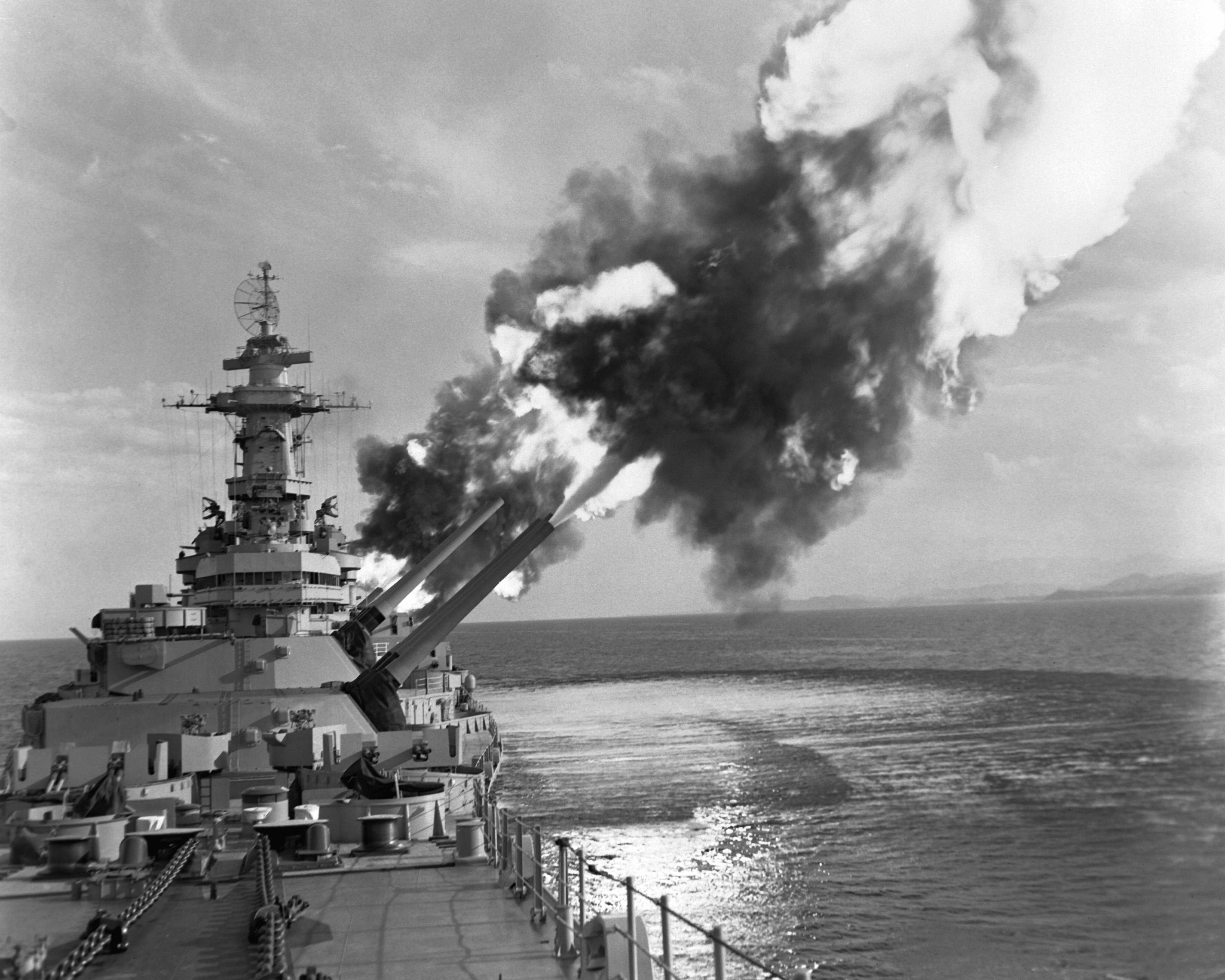
USS „New Jersey” strzelający salwą artylerii głównej w kierunku zgrupowania nieprzyjacielskiej piechoty w okolicy Kaesŏngu w Korei

Od 27 do 29 maja USS „New Jersey” znajdował się pod ostrzałem w okolicach Wŏnsanu, ale jego artyleria średnia (kalibru 127 milimetrów) skutecznie uciszyła nieprzyjacielskie działa. W tym samym czasie artyleria główna zniszczyła pięć stanowisk artyleryjskich i cztery kolejne ukryte w jaskiniach. Trafiono również w rafinerię i skład amunicji.
Pancernik wrócił do swoich głównych zadań bezpośredniego wsparcia piechoty w okolicy Kosongu 7 czerwca. Podczas pierwszej misji okręt zniszczył dwa stanowiska artyleryjskie wraz z punktem obserwacyjnym i infrastrukturą. Następnie udał się ponownie w okolice Wŏnsanu, gdzie przez cały dzień 24 czerwca ostrzeliwał nieprzyjacielskie stanowiska artyleryjskie ukryte w jaskiniach. Kolejnego dnia okręt powrócił do zadań wsparcia piechoty w okolicy Kosongu, które wykonywał do 10 lipca z przerwami na uzupełnienie.
11 i 12 lipca koło Wŏnsanu USS „New Jersey” dokonał najbardziej zmasowanego bombardowania w całej kampanii koreańskiej. Przez dziewięć godzin pierwszego dnia i siedem drugiego działa pancernika ostrzeliwały umocnienia i stanowiska artyleryjskie przeciwnika zlokalizowane na półwyspie Hodo-pando i na stałym lądzie. Efektem ataku było dziesięć zniszczonych stanowisk artyleryjskich, a wiele innych poważnie uszkodzonych. Zniszczeniu uległy również liczne jaskinie i tunele. Kolejnego dnia, 13 lipca, artyleria pancernika rozbiła stację radarową i mosty w okolicy Kojo. Kolejną misją okrętu było wsparcie ogniem artyleryjskim południowokoreańskiej piechoty w okolicach Kosongu w dniach od 22 do 24 lipca.
O wschodzie słońca 25 lipca 1953 roku „New Jersey” rozpoczął niszczenie infrastruktury portowej, kolejowej i komunikacyjnej Hangnamu, bombardując również baterie nadbrzeżne, mosty, obiekty przemysłowe i składy paliw. Po południu okręt odpłynął w kierunku północnym, ostrzeliwując linie i tunele kolejowe.

### Po wojnie koreańskiej (1953–1957)
Ostatnią misją „New Jersey” w wojnie koreańskiej był ostrzał Wŏnsanu. Tym razem celem dział pancernika były stanowiska artylerii wielkiego kalibru, schrony, jaskinie i umocnienia zlokalizowane wokół miasta. Dwa dni później w Panmundżomie podpisano rozejm między stronami konfliktu, a okręt udał się do Hongkongu, gdzie zakotwiczył 20 sierpnia i pozostał przez kolejnych siedem dni. Następnie pancernik operował wokół Japonii i Tajwanu, a następnie zawinął do Pusanu, gdzie z rąk prezydenta Korei otrzymał odznaczenie Korean Presidential Unit Citation dla Siódmej Floty Stanów Zjednoczonych.
Po przekazaniu bandery na pancernik „Wisconsin” USS „New Jersey” udał się 14 października w drogę powrotną do bazy macierzystej w Norfolku, gdzie dotarł 14 listopada. Przez kolejne dwa letnie sezony okręt odbywał rejsy szkoleniowe po Atlantyku oraz wzdłuż wschodniego wybrzeża Stanów Zjednoczonych i Karaibów.
USS „New Jersey” opuścił bazę w Norfolku 7 września 1955 roku, rozpoczynając pierwszą turę służby w VI Flocie Stanów Zjednoczonych stacjonującej na Morzu Śródziemnym. Po drodze okręt zawijał kolejno do Gibraltaru, Walencji, Cannes, Stambułu, zatoki Suda i Barcelony. Następnie wrócił do Norfolku 7 stycznia 1956 roku, aby rozpocząć wiosenną turę rejsów szkoleniowych. Latem popłynął drugi raz do Europy w rejsie szkoleniowym dla podoficerów, kończąc go w Annapolis 31 lipca. Kolejny raz w stronę Europy pancernik wypłynął 27 sierpnia, tym razem jako okręt flagowy wiceadmirała Charlesa Wellborna, dowódcy II Floty Stanów Zjednoczonych. Pierwszym portem docelowym była Lizbona, później Szkocja, gdzie okręt wziął udział w manewrach NATO, a następnie Norwegia. USS „New Jersey” powrócił do Norfolku 15 października, by już 14 grudnia udać się do stoczni New York Naval Shipyard w celu przygotowania do wycofania ze służby. Ostatecznie przeniesienie do rezerwy odbyło się w Bayonne 21 sierpnia 1957 roku.

## Wojna wietnamska (1967–1969)
Ze względu na duże straty samolotów amerykańskich (poczynając od operacji „Rolling Thunder”) zaczęto pracować nad metodami ich minimalizacji, a jednocześnie zwiększono dostawy uzbrojenia dla eskalującego konfliktu wojennego. W dniu 31 maja 1967 roku sekretarz obrony Stanów Zjednoczonych zlecił analizę warunków, które należy spełnić, aby przywrócić „New Jersey” do służby; w rezultacie podjęto działania zmierzające do jego reaktywacji. W sierpniu 1967 roku sekretarz obrony podjął decyzję o powrocie do służby pancernika w celu „wykorzystania go we Flocie Pacyfiku do wsparcia ogniem artylerii jednostek w Azji Południowej”. Do zadania tego wybrano właśnie USS „New Jersey”, dlatego że był on we względnie najlepszym stanie technicznym ze wszystkich czterech pancerników typu Iowa i przeszedł gruntowny remont przed wycofaniem do rezerwy. W ramach przygotowań do reaktywacji okręt zmodernizowano: zdemontowano artylerię przeciwlotniczą kalibru 20 milimetrów i 40 milimetrów, instalując w zamian systemy walki radioelektronicznej, i zmodernizowano systemy radarowe. Oficjalne przywrócenie do służby okrętu odbyło się 6 kwietnia 1968 roku w stoczni Philadelphia Naval Shipyard, a dowództwo powierzono komandorowi J. Edwardowi Snyderowi.
Jako jedyny na świecie pozostający ówcześnie w służbie pancernik USS „New Jersey” wyszedł 16 maja z Filadelfii, przez Norfolk i Kanał Panamski, do swojego nowego portu macierzystego w Long Beach, gdzie dotarł 11 czerwca. Półtora miesiąca później, 24 lipca, pancernik zaopatrzono w pociski i worki z prochem do dział artylerii głównej. Zaopatrzenia dokonano na morzu wprost z pokładu okrętu amunicyjnego USS „Mount Katmai” oraz przy pomocy śmigłowca.

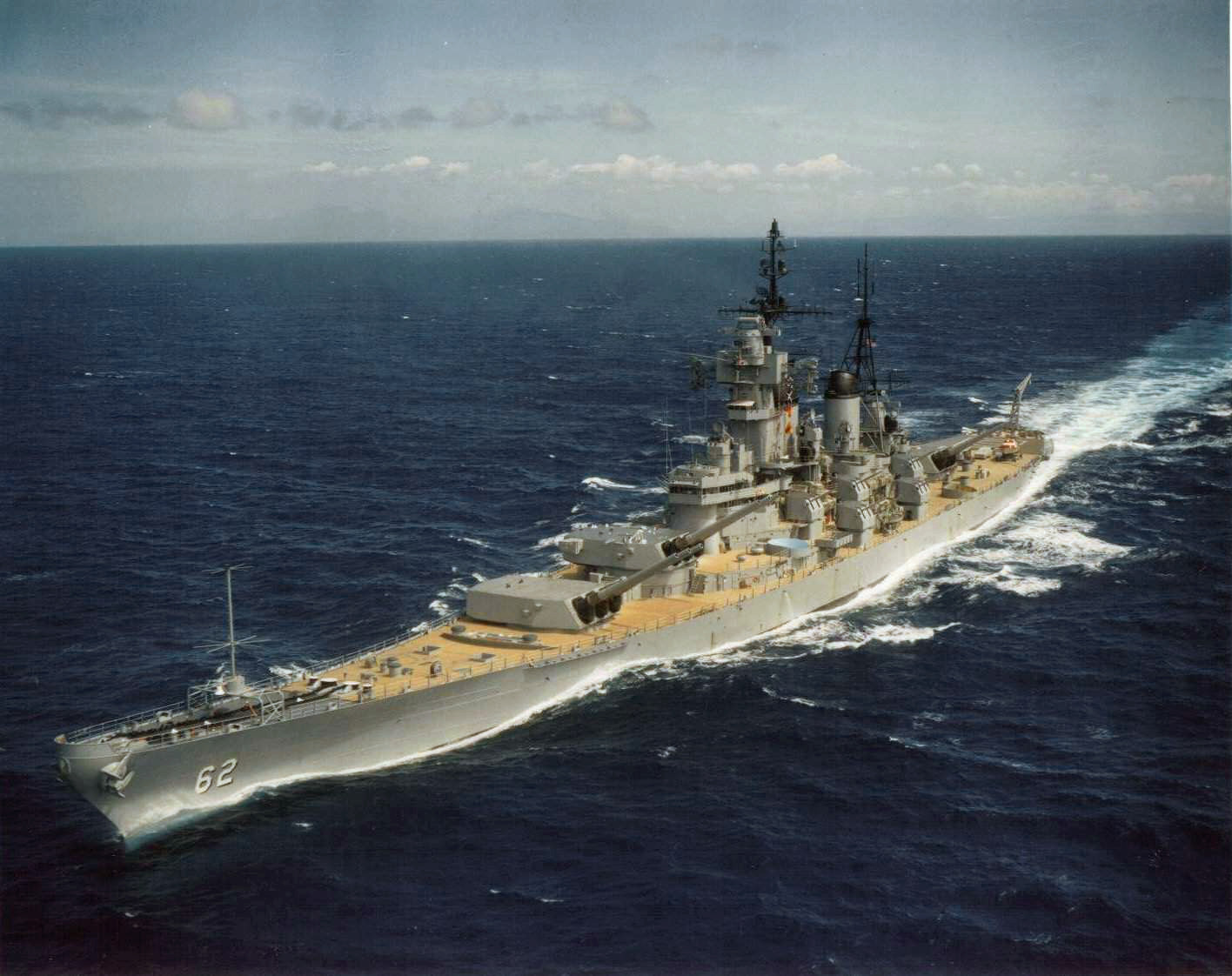
USS „New Jersey” w drodze do Wietnamu, 1968 r.

Pancernik opuścił Long Beach 2 sierpnia, dotarł do Pearl Harbor i bazy remontowo-zaopatrzeniowej Subic Bay, a 25 września skierował się ku wybrzeżom Wietnamu. 30 września w okolicy 17. równoleżnika artyleria pancernika oddała pierwsze od ponad szesnastu lat strzały. Łącznie w kierunku celów zlokalizowanych w Wietnamskiej Strefie Zdemilitaryzowanej wystrzelono dwadzieścia dziewięć pocisków.
2 października okręt ostrzelał cele na północ od Strefy Zdemilitaryzowanej, a następnie udał się w kierunku południowym, aby zaatakować pozycje Wietkongu. Tego dnia zniszczono sześć schronów, ciężarówkę zaopatrzenia i stanowisko artylerii przeciwlotniczej. Ponadto pancernik pomógł uratować załogę zastrzelonego przez artylerię przeciwlotniczą samolotu obserwacyjnego marines. Przez kolejne dwa dni „New Jersey” ostrzeliwał umocnienia i miejsca koncentracji wojsk nieprzyjaciela. Wieczorem 7 października dowództwo okrętu otrzymało informację o dużej liczbie jednostek pływających przemieszczających się z zaopatrzeniem na południe od jednej z odnóg delty Mekongu. Okręt natychmiast skierował się w ten rejon i zatopił jedenaście nieprzyjacielskich łodzi, zanim te dotarły do plaży.
Podczas gdy 11 października „New Jersey” bombardował ogniem artylerii głównej instalacje nadbrzeżne, jeden z samolotów rozpoznawczych zameldował o koncentracji nieprzyjacielskich ciężarówek na północ od Nha Ky. Artylerzyści z pancernika szybko zmienili cel ostrzału, powodując poważne uszkodzenia sześciu pojazdów.
Wczesnym rankiem 12 października „New Jersey” rozpoczął ostrzał bardzo silnie umocnionych i doskonale chronionych stanowisk wietnamskich zlokalizowanych w jaskiniach. Przez kolejne trzy dni bombardował ten obszar pociskami artylerii głównej w celu wyeliminowania obecności Wietkongu w regionie. Wspomagany przez samoloty rozpoznawcze z lotniskowca USS „America”, okręt ostrzeliwał pozycje przeciwnika, niszcząc wiele z nich i powodując zawalenie się jednej z jaskiń. 14 października „New Jersey” skierował ogień dział na pozycje artylerii nadbrzeżnej na wyspie Hòn Mắt, niszcząc jedną z nich.
Następnie 16 października USS „New Jersey” zmienił pozycję, aby wesprzeć ogniem artylerii kalibru 406 milimetrów i 127 milimetrów 3. Dywizję Piechoty Morskiej. W wyniku ostrzału, który miał zapobiec próbie przedostania się wrogiego plutonu przez strefę zdemilitaryzowaną, zniszczeniu uległo trzynaście nieprzyjacielskich instalacji i stanowisk artylerii. Pancernik kontynuował ostrzał przez kolejny dzień, a później rozpoczął wsparcie jednostek I Field Force. Pogoda nie pozwoliła na prowadzenie działań z użyciem samolotów rozpoznawczych aż do 20 października, ale natychmiast, gdy stało się to możliwe, „New Jersey” wznowił ostrzał, wspierając działania operującej około 80 kilometrów na północ od Nha Trang 173. Brygady Powietrznodesantowej. W wyniku bombardowania zniszczeniu uległo centrum dowodzenia Wietkongu i dziewięć schronów. Kolejnego dnia okręt przemieścił się na wody zatoki Vân Phong i rozpoczął ostrzał stanowisk dowodzenia Wietkongu, ale ze względu na niekorzystne warunki pogodowe i słabą widoczność nie udało się oszacować szkód.
W nocy 23 października pancernik obrał kurs na północ w celu uzupełnienia zaopatrzenia, a 25 października rozpoczął kolejną operację wsparcia ogniem artyleryjskim działań 3. Dywizji Piechoty Morskiej. Tego dnia łupem artylerii okrętowej padły wykryte przez zwiad lotniczy oddziały nieprzyjacielskiej piechoty, a kolejnego – następne cele: jedenaście instalacji, siedem schronów, betonowa wieża obserwacyjna i linia okopów nieprzyjaciela. Sam „New Jersey” został ostrzelany przez artylerię północnowietnamską zainstalowaną w okolicy przylądka Lay. Łącznie wystrzelono w jego kierunku od dziesięciu do dwunastu pocisków, jednak wszystkie spadły w znacznej odległości od okrętu. Wezwane niezwłocznie samoloty rozpoznawcze nie znalazły stanowisk wrogiej artylerii, jedynie ślady opon samochodów ciężarowych, świadczące o tym, że wcześniej znajdowały się tam działa. Na podstawie tych informacji wystrzelono pięć pocisków kalibru 406 milimetrów w obszar domniemanych pozycji nieprzyjaciela, ale ze względu na nadciągającą noc zwiad lotniczy nie był w stanie potwierdzić trafień.
28 października USS „New Jersey” obrał kurs na południe w celu przechwycenia kolejnych celów komunistycznych. Podczas bombardowania, samoloty rozpoznawcze zameldowały o ciężkim ostrzale przeciwlotniczym na północ od głównego celu, dlatego załoga pancernika zmieniła kierunek ognia, aby uciszyć nieprzyjacielską obronę. W kolejnym dniu artyleria okrętowa zniszczyła trzydzieści różnych instalacji wroga, trzy podziemne schrony i linię okopów. Po południu rozpoznanie lotnicze zameldowało o obecności stanowiska artyleryjskiego na wzgórzu na południowy zachód od przylądka Lay. Sześć pocisków kalibru 406 milimetrów wystrzelonych z dział pancernika wystarczyło do całkowitego zniszczenia celu. 30 października, podczas kolejnych ostrzałów, zniszczono ośrodek zaopatrzenia komunistów i stanowisko artylerii przeciwlotniczej.
Po zakończeniu tej misji „New Jersey” skierował się na południe i zajął pozycję w pobliżu Đà Nẵng, gdzie udzielił wsparcia ogniowego działającej w tym obszarze 1. Dywizji Piechoty Morskiej. 2 listopada pancernik rozpoczął ostrzał dziewięciu pozycji wroga, ale ze względu na bujną roślinność w obszarze celów zwiad lotniczy nie był w stanie ocenić rezultatów ostrzału.
4 listopada, po otrzymaniu rozkazu wsparcia działań II Korpusu Wojsk Lądowych Południowego Wietnamu w okolicy Phan Thiết, okręt skierował się na nową pozycję, gdzie dotarł nocą tego samego dnia. Nazajutrz pancernik ośmiokrotnie ostrzeliwał cele nieprzyjaciela w ramach wsparcia 173. Brygady Powietrznodesantowej, niszcząc osiem schronów Wietkongu i pięć innych obiektów. 11 listopada „New Jersey” opuścił wietnamskie wody terytorialne w celu uzupełnienia zaopatrzenia; powrócił dwanaście dni później, zastępując krążownik lekki USS „Galveston” wspierający działania 23. Dywizji Piechoty. W wyniku ostrzału pociskami artylerii kalibru 127 milimetrów zniszczono piętnaście obiektów nieprzyjaciela, a kolejne dwadzieścia dziewięć zostało ciężko uszkodzonych.
25 listopada „New Jersey” rozpoczął najbardziej niszczycielskie bombardowanie podczas całej swojej służby w Wietnamie. Przez dwa kolejne dni artyleria pancernika koncentrowała ostrzał w obszarze należących do Wietkongu składów zaopatrzenia niedaleko Quảng Ngãi, niszcząc 182 obiekty i pięćdziesiąt cztery schrony oraz ciężko uszkadzając kolejne dziewięćdziesiąt trzy obiekty. Zniszczeniu uległo również wiele kompleksów tuneli. Następnie okręt odpłynął w pobliże Huế, aby 27 listopada wesprzeć ogniem 101. Dywizję Powietrznodesantową.
Pomiędzy 2 a 8 grudnia „New Jersey” powtórnie pomagał żołnierzom 3. Dywizji Piechoty Morskiej, ostrzeliwując kompleksy schronów Wietkongu w okolicach Đà Nẵng, a 9 grudnia odpłynął do Singapuru. Okręt powrócił na linię frontu 26 grudnia, zajmując pozycję w pobliżu Tuy Hòa, gdzie rozpoczął operację wsparcia działań 47. Dywizji Wojsk Lądowych Republiki Wietnamu. Przez trzy kolejne dni artyleria pokładowa udzieliła wsparcia II Korpusowi wietnamskiemu, niszcząc schrony i składy zaopatrzenia Wietkongu oraz neutralizując punkty umocnione w jaskiniach. Pancernik pozostał na wodach Strefy Zdemilitaryzowanej do Nowego Roku, ostrzeliwując schrony komunistów. Odpłynął 3 stycznia, aby wesprzeć działania 1. Dywizji amerykańskich marines.

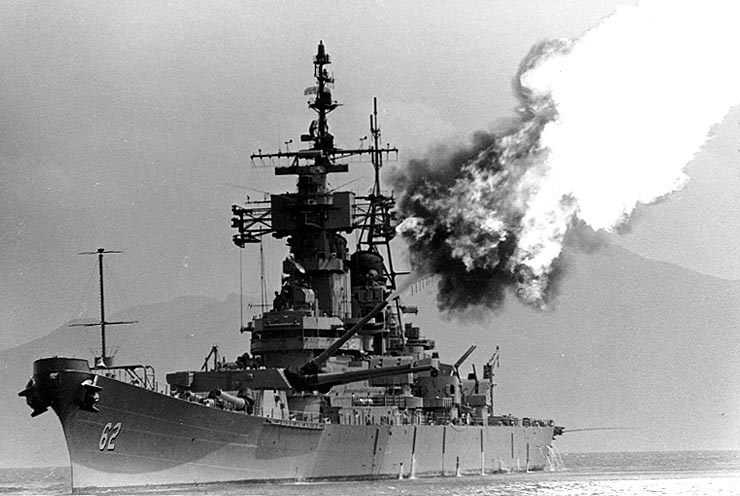
USS „New Jersey” ostrzeliwuje nieprzyjacielskie pozycje podczas wojny wietnamskiej.

Od stycznia do lutego USS „New Jersey” wspomagał działania piechoty morskiej, a 10 lutego zajął nową pozycję, wspierając operującą w okolicy Đà Nẵng 2. Brygadę Piechoty Morskiej Korei Południowej. Tym razem celem ostrzału artylerii głównej były podziemne kompleksy Wietkongu, tunele i schrony. 14 lutego pancernik odpłynął na południe od Strefy Zdemilitaryzowanej w celu wsparcia 3. Dywizji Piechoty Morskiej i niszczył stanowiska artylerii przeciwlotniczej przeciwnika.
Kolejnego dnia „New Jersey” ostrzeliwał nieprzyjacielskie stanowiska wyrzutni rakietowych zlokalizowane na północny wschód od Cồn Tiên i zniszczył je, a później przeniósł ostrzał na znane pozycje sił Wietkongu. 22 lutego okręt odpowiedział na pilne wezwanie o wsparcie artyleryjskie od jednostek oblężonych w pobliżu Strefy Zdemilitaryzowanej i przez kolejne sześć godzin prowadził ostrzał, w rezultacie odpierając atakujące oddziały.
Przez resztę lutego i początek marca „New Jersey” ostrzeliwał cele wzdłuż Strefy Zdemilitaryzowanej, a 13 lutego opuścił pozycję bojową i odpłynął do Subic Bay. Po raz ostatni w wojnie okręt powrócił do walki 20 marca, operując w pobliżu zatoki Cam Ranh, gdzie wspierał działania południowokoreańskiej 9. Dywizji Piechoty. Przez kolejny tydzień pancernik patrolował akwen pomiędzy Phan Thiết i Tuy Hòa, ostrzeliwując cele zlokalizowane wzdłuż wybrzeża. 28 marca zajął pozycję na południe od Strefy Zdemilitaryzowanej, aby wesprzeć ogniem artylerii działania amerykańskiej 3. Dywizji Piechoty Morskiej i pozostał tam do 1 kwietnia, gdy wyruszył w rejs do Japonii. Podczas służby u wybrzeży Wietnamu USS „New Jersey” wystrzelił łącznie 5688 pocisków kalibru 406 milimetrów i 14 891 pocisków kalibru 127 milimetrów.

### Po wojnie wietnamskiej (1969–1982)
Po zakończeniu tury bojowej w Wietnamie USS „New Jersey” opuścił Subic Bay 3 kwietnia 1969 roku i udał się w kierunku Japonii. Dopłynął do Yokosuki, gdzie pozostał z dwudniową wizytą, a następnie 9 kwietnia ruszył w rejs do Stanów Zjednoczonych. Okręt zawrócono jednak ze względu na incydent, do którego doszło 15 kwietnia na Morzu Japońskim. Tego dnia północnokoreański myśliwiec zestrzelił nieuzbrojony amerykański samolot wczesnego ostrzegania Lockheed EC-121 Warning Star, zabijając całą jego załogę. W odpowiedzi sformowano grupę uderzeniową lotniskowców i wysłano ją na akwen Morza Japońskiego, a „New Jersey” otrzymał rozkaz skierowania się do Japonii. Okręt zawinął powtórnie do Yokosuki 22 kwietnia, a następnie niezwłocznie udał się w oczekiwaniu na rozwój sytuacji.
Gdy kryzys załagodzono, pancernik wznowił przerwaną podróż i zawinął do portu macierzystego w Long Beach 5 maja 1969 roku, po ośmiu miesiącach nieobecności. Przez całe lato załoga pancernika ćwiczyła, utrzymując gotowość bojową przed następnym przydziałem, i usuwając usterki odkryte podczas ostatniej tury bojowej. 22 sierpnia 1969 roku sekretarz obrony Stanów Zjednoczonych opublikował listę okrętów przeznaczonych do wycofania ze służby. Na jej szczycie, chociaż względy ekonomiczne za tym nie przemawiały, znalazł się USS „New Jersey”. Pięć dni później komandora Snydera odwołano ze służby na pokładzie pancernika, a jego obowiązki objął komandor Robert C. Peniston.
Przejmując dowodzenie okrętem, komandor Peniston przystąpił z załogą do realizacji przeniesienia pancernika do Floty Rezerwowej Stanów Zjednoczonych znanej pod nazwą mothball fleet – „naftalinowej floty”. USS „New Jersey” opuścił Long Beach 6 września, obierając kurs na stocznię Puget Sound Naval Shipyard, gdzie dotarł po dwóch dniach, w celu przeprowadzenia remontu przed wycofaniem ze służby. 17 grudnia bandera USS „New Jersey” została opuszczona, a okręt oficjalnie przeszedł w stan nieaktywności, aby zgodnie z ostatnimi słowami jego dowódcy: „dobrze odpocząć, ale spać lekko, aby usłyszeć wezwanie, jeśli ono znów nadejdzie, do wsparcia wolności siłą ognia”.

## Powrót do służby (1982)

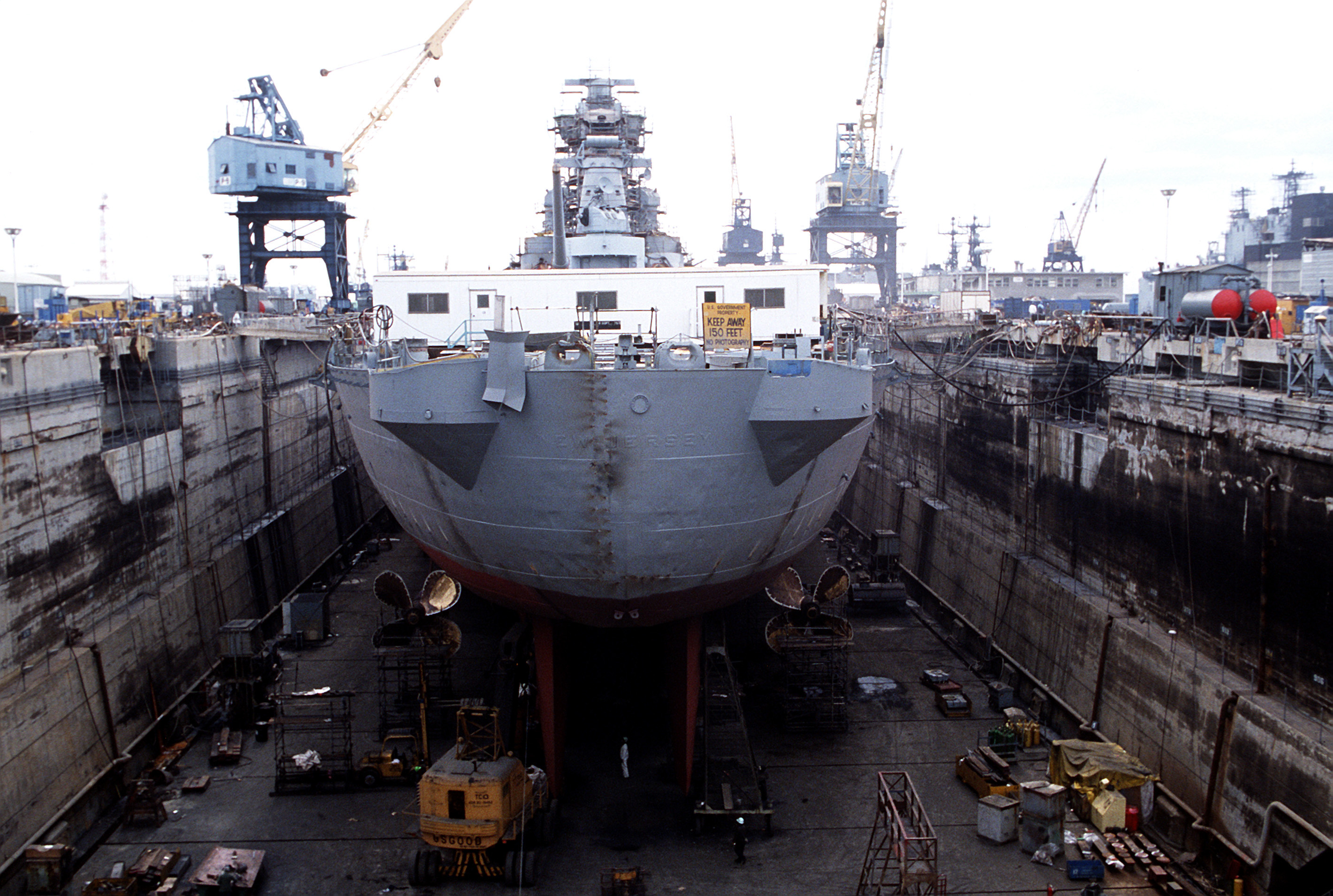
„New Jersey” w suchym doku podczas modernizacji.

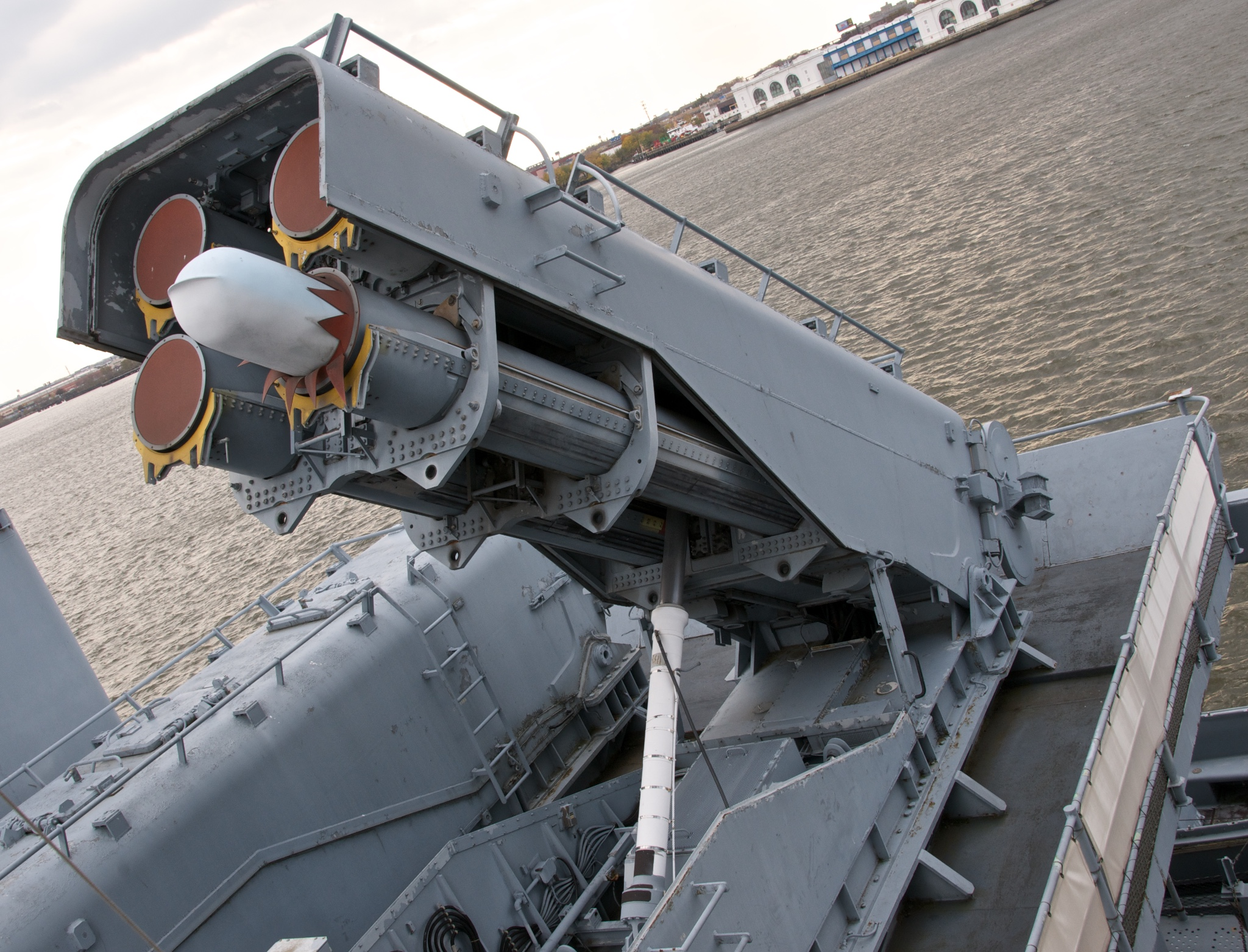
Pocisk manewrujący Tomahawk wystający z pojemnika typu All-Up-Round (AUR). Kontener startowy MK-143 Armored Box Launcher składał się z czterech takich pojemników, które chroniły pociski przed uszkodzeniem, zanim zostały wystrzelone. Na fotografii dwa kontenery MK-143, jeden w pozycji spoczynkowej, drugi uniesiony. Zdjęcie zrobiono, gdy okręt miał status okrętu muzeum.

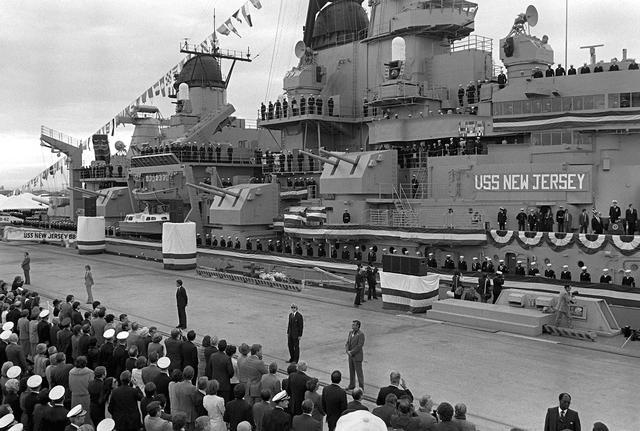
Prezydent Ronald Reagan przemawia podczas ceremonii przywrócenia USS „New Jersey” do służby.

Jako część planu prezydenta Ronalda Reagana i sekretarza marynarki wojennej Johna Lehmana zakładającego stworzenie marynarki 600 okrętów (ang. 600-ship Navy) USS „New Jersey” został w 1982 roku reaktywowany i odholowany do stoczni Long Beach Naval Shipyard w celu modernizacji. Po zapadnięciu decyzji o przywróceniu okrętu do służby US Navy przewidywała reaktywację również siostrzanego USS „Iowa”, żeby wspomóc coraz intensywniejsze działania w rejonach Oceanu Indyjskiego i Morza Karaibskiego. Tymczasem US Navy opracowała szereg propozycji unowocześnienia pancerników, umożliwiających wykorzystanie nowego uzbrojenia: pocisków manewrujących i przeciwokrętowych oraz nowych stanowisk obrony okrętu. Wstępne plany modernizacyjne zakładały usunięcie czterech wież artylerii kalibru 127 milimetrów w celu pozyskania miejsca dla kontenerów startowych z pociskami BGM-109 Tomahawk. Zaplanowano również instalację na pokładach reaktywowanych pancerników pocisków Sea Sparrow, ale nie zdecydowano się na ten krok, prawdopodobnie ze względu na niską ich odporność na olbrzymie ciśnienia wywoływane przez strzelające działa artylerii głównej.
Plan modernizacji „New Jersey” był unikatowy pod tym względem, że jako jedyny z pancerników typu Iowa miał mieć usuniętą jedną z wież artylerii głównej. Gdy US Navy ogłosiła plany modernizacji okrętu, zamierzano zlikwidować wieżę numer 3 (rufową), a w jej miejsce zainstalować jeden z dwóch systemów wyrzutni pionowego startu z dodatkowymi czterdziestoma ośmioma pociskami Tomahawk lub Harpoon. Inną opcją było wykorzystanie tej przestrzeni na lądowisko dla śmigłowców bądź samolotów VTOL lub V/STOL. Ostatecznie zarzucono jednak te pomysły i „New Jersey” zachował swoją wieżę rufową.

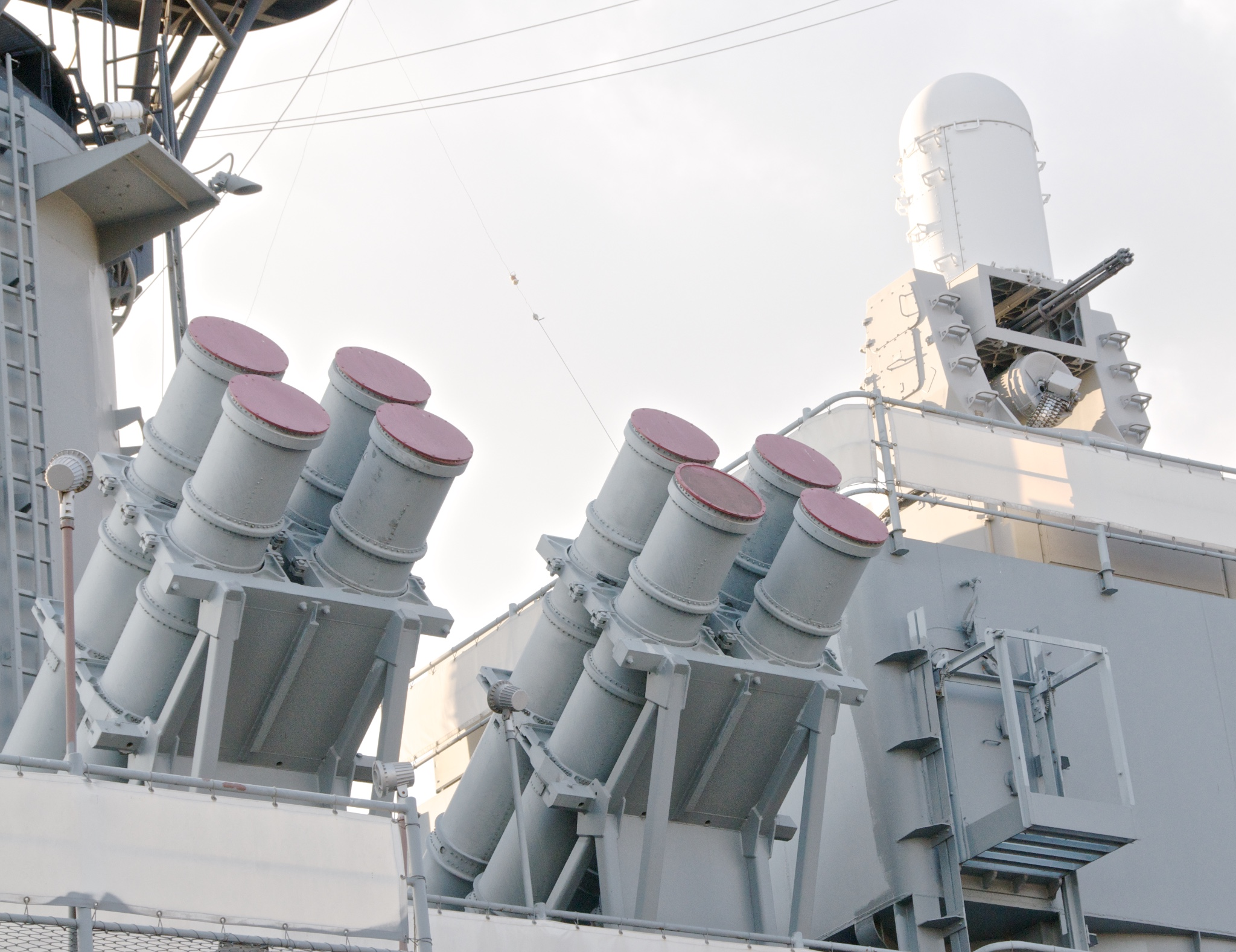
Wyrzutnie pocisków przeciwokrętowych RGM-84 Harpoon i system artyleryjski Phalanx CIWS na pokładzie USS „New Jersey”.

Przez kolejne kilka miesięcy instalowano na pokładzie okrętu najbardziej zaawansowane uzbrojenie, wśród którego znalazły się cztery czterokontenerowe wyrzutnie Mk 141 zawierające łącznie szesnaście pocisków Harpoon, osiem kontenerowych wyrzutni Mk 143 ABM (Armored Box Launcher) z szesnastoma pociskami Tomahawk oraz cztery systemy artyleryjskie Phalanx CIWS wyposażone w szybkostrzelne działko systemu Gatlinga M61 Vulcan kalibru 20 milimetrów, którego zadaniem była obrona przeciwrakietowa i przeciwlotnicza pancernika. USS „New Jersey” otrzymał również osiem zdalnie sterowanych dronów RQ-2 Pioneer, które zastąpiły śmigłowce pierwotnie wykorzystywane do wyszukiwania i namierzania celów dla artylerii głównej. Modernizacja objęła również nowe systemy radarowe oraz system kierowania ogniem artyleryjskim i pociskami rakietowymi. Zainstalowano też unowocześnione wyposażenie do walki elektronicznej.
Jako że „New Jersey” brał udział w wojnie w Wietnamie, zakres modernizacji konieczny do przywrócenia go do służby był znacznie mniejszy niż pozostałych pancerników typu Iowa. Podczas poprzedniej reaktywacji w 1967 roku zdemontowano całe artyleryjskie uzbrojenie przeciwlotnicze w postaci działek kalibru 20 i 40 milimetrów, dodając w zamian wyposażenie do walki elektronicznej. W konsekwencji jego przywrócenie do działań wymagało znacznie mniejszych nakładów finansowych i czasowych niż siostrzanych jednostek, które wycofano z linii tuż po zakończeniu drugiej wojny światowej i pozostały w stanie technicznym z tamtego okresu. Najpoważniejszą fizyczną modernizacja „New Jersey” było usunięcie czterech z dziesięciu stanowisk artylerii średniej kalibru 127 milimetrów, w których miejsce zainstalowano wyrzutnie kontenerowe z pociskami rakietowymi. Poza krótszym czasem reaktywacji okrętu koszt tej operacji w przypadku „New Jersey” był znacznie niższy niż pozostałych pancerników i wyniósł około 326 milionów dolarów w porównaniu do około 392 milionów dolarów w przypadku USS „Iowa”.
W momencie ogłoszenia przez US Navy planów instalacji na pokładzie „New Jersey” wyrzutni pocisków Tomahawk i Harpoon nie były one jeszcze gotowe, dlatego zdecydowano o pozyskaniu potrzebnych zestawów wyrzutni z dwóch niszczycieli rakietowych typu Spruance (wyrzutnie Tomahawków) i dwóch niszczycieli rakietowych typu Farragut (wyrzutnie Harpoonów).
28 grudnia 1982 roku USS „New Jersey” został, w swym nowym porcie macierzystym w Long Beach w Kalifornii, oficjalnie przywrócony do służby. Reaktywacja okrętu oznaczała powrót ostatniego na świecie pancernika do służby po trzynastu latach nieobecności.

## Wojna domowa w Libanie (1983–1984)
W 1983 roku w Libanie trwała krwawa wojna domowa. Aby powstrzymać eskalację przemocy w regionie, wysłano tam międzynarodowe siły złożone głównie z jednostek amerykańskich, włoskich i francuskich z misją przywrócenie porządku i utrzymania pokoju. W ramach międzynarodowych sił zbrojnych Stany Zjednoczone zmobilizowały i wysłały w ten rejon świata siły złożone głównie z żołnierzy piechoty morskiej i działającej w akwenie śródziemnomorskim Szóstej Floty.

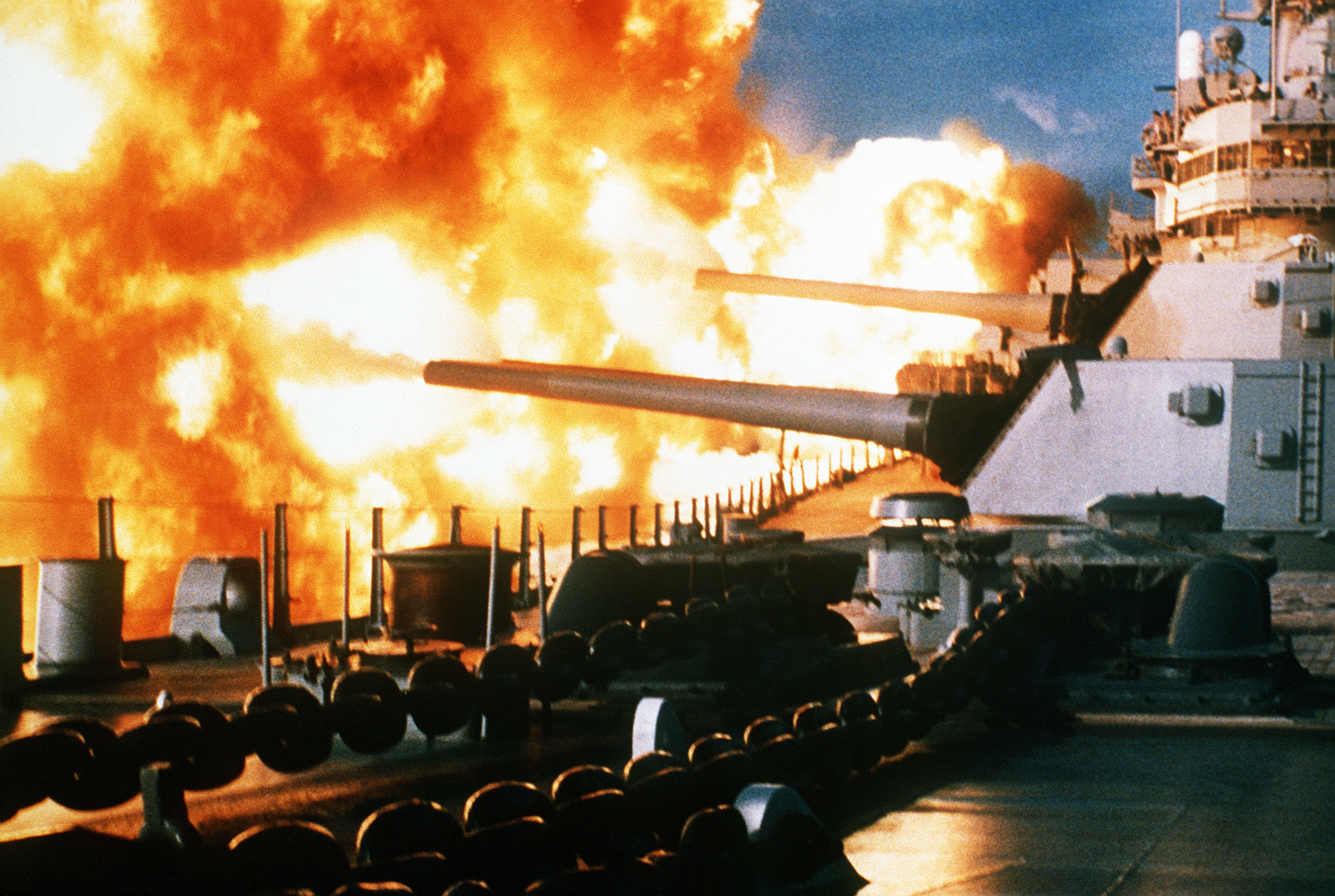
USS „New Jersey” ostrzeliwuje nieprzyjacielskie pozycje u wybrzeży Bejrutu 9 stycznia 1984 r.

18 kwietnia 1983 roku furgonetka wypełniona ponad 900 kilogramami materiału wybuchowego eksplodowała pod ambasadą Stanów Zjednoczonych zlokalizowaną w zachodniej części Bejrutu, zabijając sześćdziesiąt trzy osoby. W sierpniu 1983 roku Izrael wycofał swoje jednostki z położonej na południowy wschód od Bejrutu dystryktu Asz-Szuf, tym samym likwidując strefę buforową pomiędzy siłami Druzów i chrześcijańskiej milicji, które zaczęły ze sobą walczyć. Wkrótce członkowie milicji rozpoczęli, za pomocą moździerzy i rakiet, ostrzał zlokalizowanych w pobliżu międzynarodowego portu lotniczego w Bejrucie pozycji amerykańskich marines. W tym samym czasie libańskie siły zbrojne walczyły na południowych przedmieściach Bejrutu z siłami Druzów i szyitów. W wyniku ostrzału 29 sierpnia dwóch żołnierzy amerykańskich zginęło, a czternastu zostało rannych. W kolejnym miesiącu niemal codziennie powtarzano ostrzał przy użyciu broni ręcznej, artylerii, moździerzy i rakiet. Siły amerykańskie zaczęły odpowiadać ogniem, a administracja prezydenta Reagana zdecydowała o wysłaniu w ten rejon pancernika „New Jersey” w celu wsparcia własnych oddziałów.

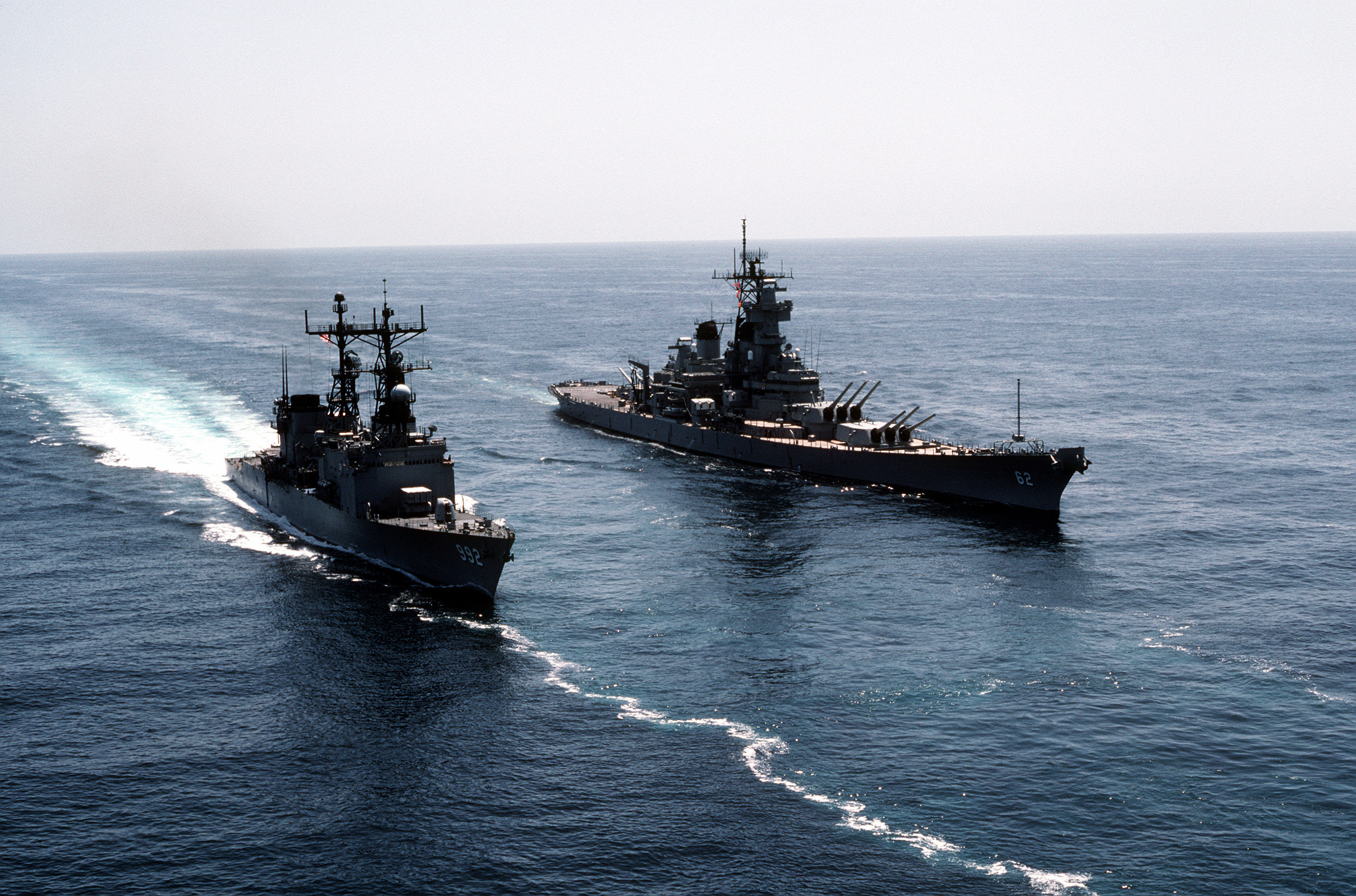
„New Jersey” w rejsie wzdłuż wybrzeża Kalifornii wraz z niszczycielem „Fletcher” tuż przed wypłynięciem w rejon Morza Śródziemnego.

16 września 1983 roku siły druzyjskie przeprowadziły zmasowany atak w pobliżu miejscowości Suk al-Gharb, bronionej przez armię libańską. Suk al-Gharb miała strategiczne znaczenie dla Druzów, ponieważ umożliwiała dostęp do Bejrutu od południa, ponadto z miejscowości można było kontrolować grzbiet górski, z którego był doskonały widok na miasto Babda. Kontrolując ten grzbiet, milicja mogłaby ostrzeliwać ogniem artyleryjskim znajdującą się w mieście siedzibę ministra obrony i teren wschodniego Bejrutu. Amerykańskie okręty, bombardując pozycje druzyjskie ogniem artyleryjskim, pomogły armii libańskiej utrzymać Suk al-Gharb do czasu, gdy 25 września ogłoszono przerwanie ognia. Tego samego dnia pozycję u wybrzeży Libanu zajął pancernik „New Jersey”. Przybycie okrętu było jednym z ważniejszych czynników, które spowodowały znaczne zmniejszenie częstotliwości ataków na amerykańskich marines.
28 listopada – po ataku samobójczym na koszary w Bejrucie – rząd Stanów Zjednoczonych zapowiedział, że „New Jersey” pozostanie w pobliżu stolicy Libanu, chociaż jego załoga będzie się wymieniać. 14 grudnia okręt wystrzelił jedenaście pocisków kalibru 406 milimetrów w kierunku nieprzyjacielskich pozycji na wybrzeżu w rejonie miasta. Były to pierwsze wystrzały z dział artylerii głównej pancernika od czasu zakończenia służby w Wietnamie w 1969 roku. Strzał były odpowiedzią na ostrzelanie amerykańskiego samolotu rozpoznawczego przez baterię artylerii przeciwlotniczej należącą do sił druzyjskich.

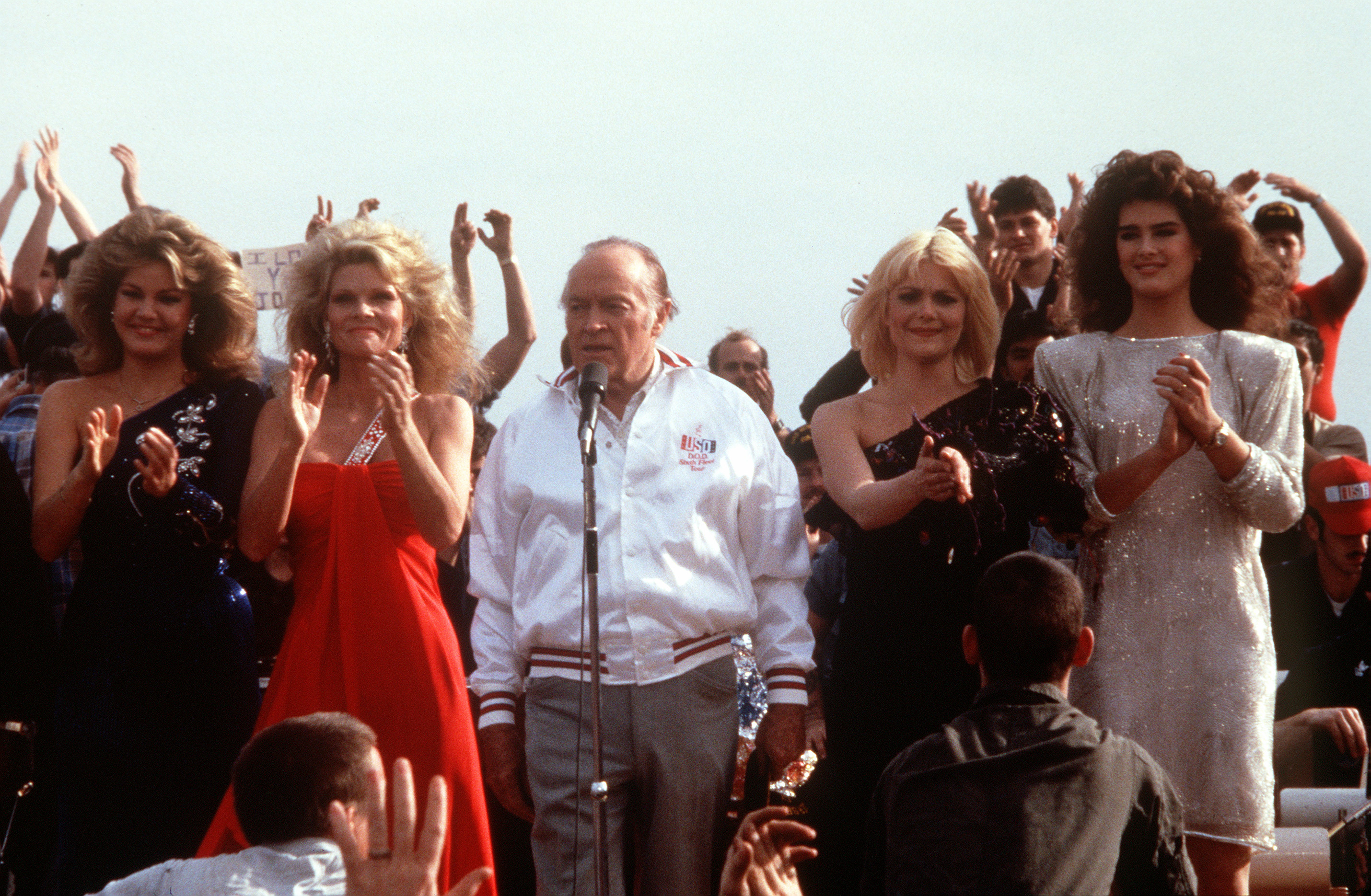
Zespół kierowany przez Boba Hope’a podczas wigilijnego show na pokładzie okrętu w 1983 roku u wybrzeży Bejrutu. Od lewej: miss USA Julie Hayek, Cathy Lee Crosby, Bob Hope, Ann Jillian i Brooke Shields.

Podtrzymując zapoczątkowaną podczas drugiej wojny światowej tradycję organizowania zabawy wigilijnej dla przebywających na morzu marynarzy, Bob Hope z zespołem artystów dał 24 grudnia 1983 roku występ na pokładzie USS „New Jersey”. W wydarzeniu wzięło udział około 400 marines stacjonujących w Bejrucie.
8 lutego 1984 roku działa pancernika odezwały się ponownie, wystrzeliwując w kierunku zlokalizowanych w położonej na wschód od Bejrutu doliny Bekaa pozycji druzyjskich i syryjskich prawie 300 pocisków. Około trzydziestu spadło w rejonie dowództwa wojsk syryjskich, zabijając głównodowodzącego wojskami syryjskimi generała i kilku wyższych oficerów. Było to największe masowe bombardowanie przeprowadzone przez artylerię pancernika od zakończenia wojny koreańskiej.
Chociaż „New Jersey” wzorowo wykonał swoje zadania podczas interwencji w Libanie, pojawiły się głosy krytyki w sprawie decyzji o podjęciu działań bojowych i ostrzału sił syryjskich i druzyjskich. Przeciwnicy tej decyzji dowodzili, że wymusiła ona zmianę pozycji dotychczas neutralnych sił amerykańskich i przekonała libańskich muzułmanów, iż Stany Zjednoczone opowiedziały się po stronie chrześcijan. Prowadzony z pokładu pancernika ostrzał spowodował śmierć setek ludzi, głównie Szyitów i Druzów. Generał Colin Powell, ówczesny współpracownik Caspara Weinbergera, w swoich wspomnieniach napisał, że „kiedy pociski zaczęły spadać na Szyitów, zaczęli oni sądzić, że amerykański «sędzia» opowiedział się po jednej ze stron”.
Skuteczność ostrzału z dział „New Jersey” również została podana w wątpliwość. Śledztwo przeprowadzone na pokładzie okrętu przez zespół pułkownika marines Dona Price’a dowiodło, że wiele pocisków upadło nawet 10 000 yd (9140 m) od celu, co mogło spowodować nieumyślne ofiary wśród cywilów. Korespondent wojenny Chicago Tribune w Libanie Tim McNulty pisał: „Wszyscy kochają «New Jersey», dopóki nie strzela z dział. Gdy już wystrzeli, jest pewne, że nie może w nic trafić”. Uważa się, że niska celność pocisków była rezultatem zmiany mieszanki materiału miotającego przeprowadzonej w Naval Weapons Support Center. Poszczególne partie prochu zostały wymieszane i powtórnie załadowane do worków, w rezultacie proch z różnych dostaw spalał się w różnym tempie. Konsekwencją była różna i trudna do przewidzenia sprawność ładunków miotających, powodująca znaczne pogorszenie celności. Problem z celnością najprawdopodobniej rozwiązano, gdy US Navy zlokalizowała worki z materiałem miotającym, który nie był wymieszany.

### Służba po wojnie libańskiej (1984–1990)

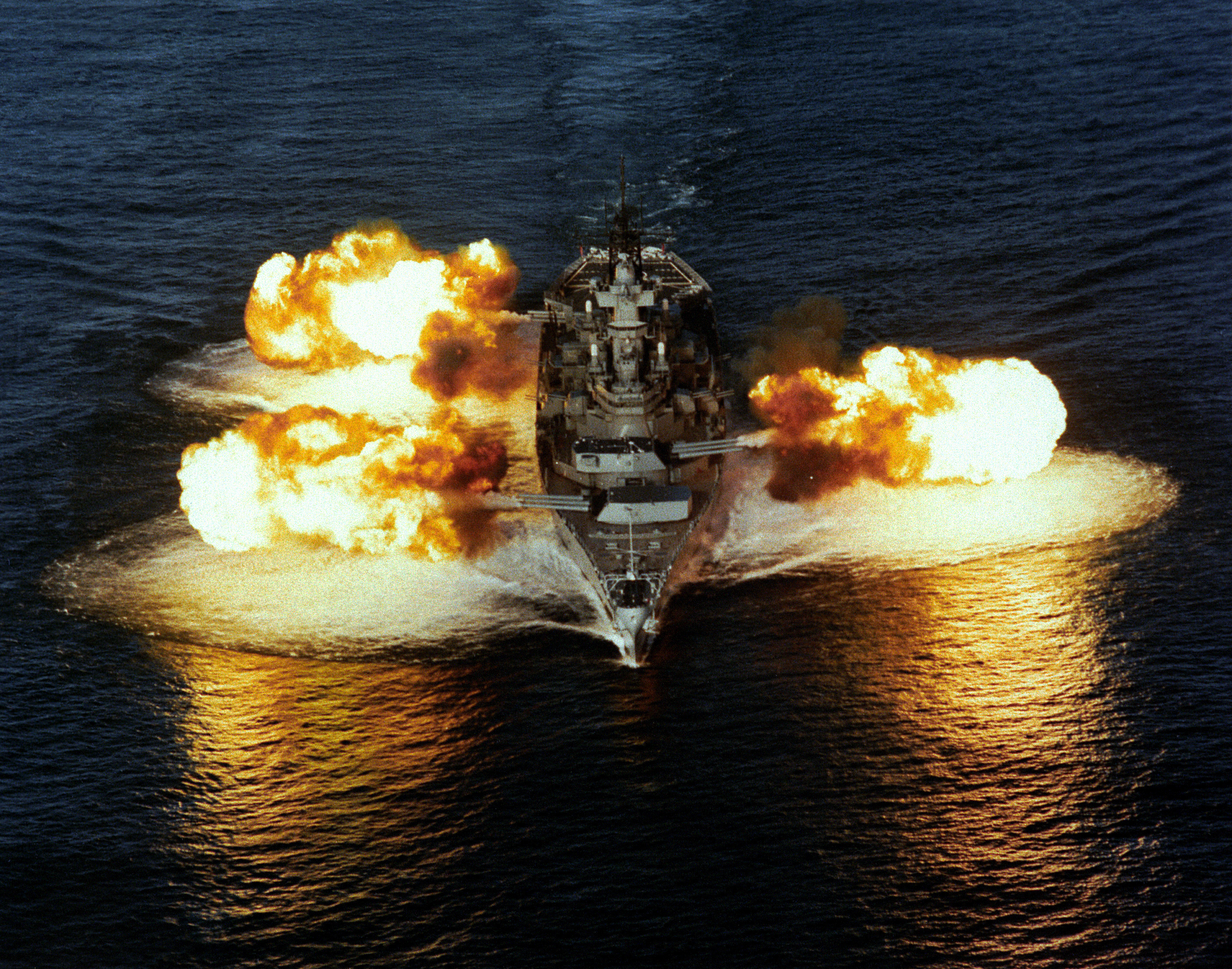
Salwa burtowa z „New Jersey”, grudzień 1986 r.

W 1986 roku USS „New Jersey” dostał nowy przydział do Floty Pacyfiku jako główny okręt grupy uderzeniowej pancerników. Był to pierwszy raz od zakończenia wojny w Korei, gdy sprawował on kontrolę nad własną grupą pancerników. W jej składzie „New Jersey” udał się z Hawajów do Tajlandii z zadaniem zastąpienia rozlokowanych w tym rejonie amerykańskich lotniskowców; pozostał tam od maja do października jako jedyny reprezentant floty Stanów Zjednoczonych na tym obszarze. Chociaż dowodzona przez „New Jersey” grupa była grupą bojową pancerników, w jej skład wchodziły dwa lotniskowce USS „Ranger” i USS „Constellation”.
Po zakończeniu przeprowadzonego w 1988 roku w stoczni w Long Beach remontu pancernik wrócił na Pacyfik, tym razem w składzie grupy operacji nawodnych. USS „New Jersey” operował w pobliżu wybrzeża Korei tuż przed rozpoczęciem Letnich Igrzysk Olimpijskich w Seulu, a następnie odpłynął w kierunku Australii, aby wziąć udział w obchodach dwustulecia kraju.
W kwietniu 1989 roku „New Jersey” uczestniczył w przygotowaniach do ostatniego rejsu siostrzanej jednostki USS „Iowa”, która ucierpiała w wyniku wybuchu w wieży numer 2 artylerii głównej. W konsekwencji incydentu władze US Navy zawiesiły używanie dział artylerii głównej do czasu zakończenia śledztwa. Ostatecznie zakaz zniesiono i „New Jersey” odzyskał możliwość strzelania ze swych największych dział.
Ostatni rejs bojowy pancernika „New Jersey” rozpoczął się w 1989 roku od udziału w manewrach morskich „Pacific Exercise '89”. Po ich zakończeniu okręt odpłynął przez Ocean Indyjski do Zatoki Perskiej, gdzie pozostał do końca roku. Następnie powrócił do Stanów Zjednoczonych, gdzie dotarł w lutym 1990 roku.

## Flota rezerwowa i okręt muzeum (1991–obecnie)
Wraz z upadkiem Związku Radzieckiego na początku lat 90. XX wieku i ustaniem realnego zagrożenia wobec Stanów Zjednoczonych nastąpiły cięcia w budżecie Departamentu Obrony; utrzymanie pancerników, jako generujących największe koszty, stało się nieuzasadnione ekonomicznie. W rezultacie 8 lutego 1991 roku USS „New Jersey”, przebywający wówczas w stoczni Naval Station Long Beach w Kalifornii, został wycofany z użytkowania. Do tego momentu okręt osiągnął najdłuższy ze wszystkich pancerników typu Iowa czas służby: dwadzieścia jeden lat. Wycofanie okrętu pozbawiło go szansy uczestniczenia w operacji „Pustynna Burza”, której celem było wyparcie irackich wojsk inwazyjnych z Kuwejtu. Operacja rozpoczęła się około 15 stycznia 1991 roku, angażując siostrzane USS „Missouri” i USS „Wisconsin” do zadań ostrzału celów irackich pociskami Tomahawk. W tym samym czasie rozpoczęto przygotowania do wycofania „New Jersey” z aktywnej służby. Został on odholowany do Bremertonu w stanie Waszyngton, gdzie okręt pozostał w rezerwie do dnia skreślenia z rejestru jednostek pływających marynarki (Naval Vessel Register) w styczniu 1995 roku.

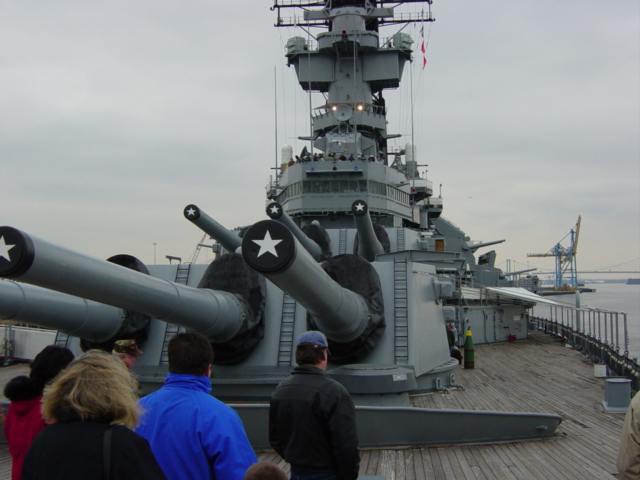
Widok na pokład „New Jersey” w Home Port Alliance w Camden.

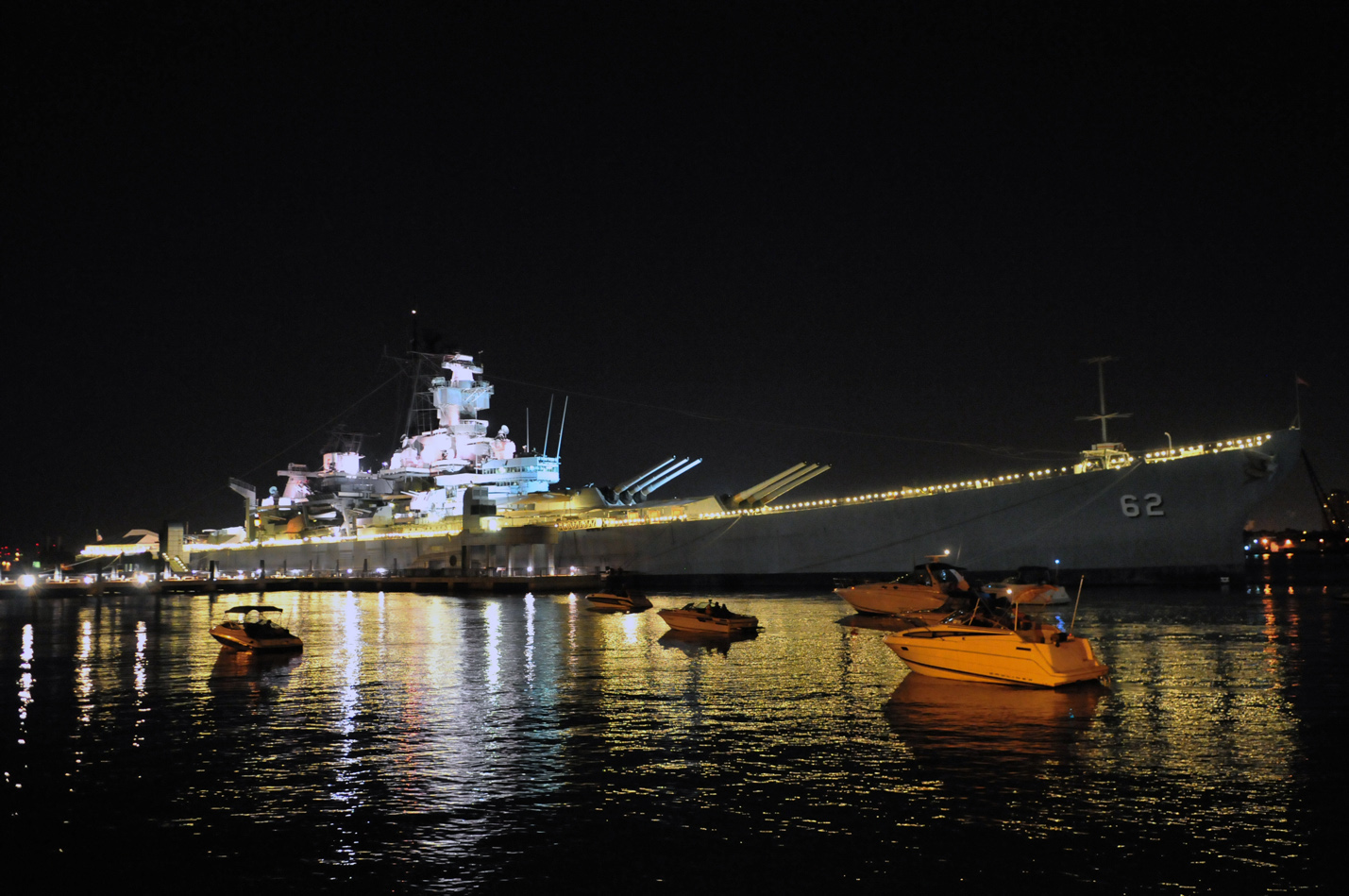
Pancernik w Camden, wrzesień 2010 r.

W paragrafie 1011 National Defense Authorization Act (budżetu Departamentu Obrony USA) na rok 1996 zobowiązano US Navy do ponownego wpisania do Naval Vessel Register dwóch pancerników typu Iowa, które wycofano ze służby rok wcześniej. Miały być one przywrócone do służby i utrzymywane w ramach Floty Rezerwowej Stanów Zjednoczonych. US Navy miała zapewnić, że oba okręty będą w odpowiednio dobrym stanie, zdolne do reaktywacji do celów wsparcia operacji morskich korpusu piechoty morskiej. Ze względu na ciężko uszkodzoną wieżę numer 2 artylerii głównej na USS „Iowa” US Navy wybrała do reaktywacji pancernik USS „New Jersey”. Chociaż zamki dział artylerii głównej „New Jersey” były już zaspawane, koszt przywrócenia ich do stanu używalności oceniono jako niższy niż koszt naprawy wieży „Iowy”. W rezultacie ponownie wpisano do rejestru okrętów i wciągnięto na stan floty rezerwowej pancerniki „New Jersey” i „Wisconsin”.
„New Jersey” pozostał we flocie rezerwowej do 18 października 1998 roku, gdy Kongres Stanów Zjednoczonych uchwalił budżet Departamentu Obrony na rok 1999 (Strom Thurmond National Defense Authorization Act). W paragrafie 1011 zobowiązano sekretarza marynarki wojennej do pozostawienia w rejestrze okrętów pancerników „Iowa” i „Wisconsin”, a w kolejnym – polecono skreślić z tego rejestru „New Jersey” i przekazać organizacji non-profit zgodnie z paragrafem 7306 Rozdziału 10 Kodeksu Stanów Zjednoczonych. Paragraf 1012 zawierał również polecenie ulokowania pancernika w stanie New Jersey. US Navy dokonała zmian w rejestrze okrętów w styczniu 1999 roku, a 12 września pancernik został odholowany przez holownik „Sea Victory” z Bremertonu do Filadelfii w stanie Pensylwania w celu przeprowadzenie prac remontowych w Philadelphia Naval Shipyard przed planowanym przekazaniem go do użytku jako muzeum.
W sprawie opieki nad okrętem dwa konkurencyjne wnioski złożyły USS New Jersey Battleship Commission z Bayonne i Home Port Alliance z Camdenu. Oba zespoły opracowały kompleksowe plany zagospodarowania i utrzymania pancernika jako okrętu muzeum. Po wnikliwej analizie obu planów US Navy wybrała propozycję Home Port Alliance z portem macierzystym w Camden. Sekretarz marynarki Richard Danzig ogłosił tę decyzję 20 stycznia 2000 roku, a 15 października tego samego roku „New Jersey” przybył do ostatniego w swej historii portu Camden Waterfront. Niedługo potem USS „New Jersey” został udostępniony publiczności, rozpoczynając kolejny rozdział swej historii jako okręt muzeum. Od tej pory oficjalna nazwa okrętu to Battleship New Jersey Museum and Memorial (Muzeum i Miejsce Pamięci Pancernik New Jersey). W ofercie muzeum jest zwiedzanie okrętu samodzielne lub z przewodnikiem, a także noclegi na pokładzie. Noclegi są skierowanie głównie do organizacji skautowych, dają możliwość spania w oryginalnych kojach i jedzenia w mesie pancernika.
W 2004 roku „New Jersey” został oficjalnie oznaczony jako miejsce o znaczeniu historycznym, co otworzyło pancernikowi drogę do wpisania do krajowego rejestru National Register of Historic Places, gdzie ostatecznie został zapisany w 2004 roku.
21 marca 2014 roku okręt opuścił swoje nabrzeże w Camden, udając się na zaplanowany pierwszy od ponad 20 lat gruntowny remont w suchym doku w Philadelphia Navy Yard.

## Odznaczenia
Wśród wielu odznaczeń otrzymanych przez „New Jersey” znalazły się Navy Unit Commendation za służbę w Wietnamie oraz Presidential Unit Citation Republiki Filipin i Republiki Korei. Ponadto został odznaczony Gwiazdami Bojowymi (ang. battle star), których otrzymał dziewięć za służbę podczas drugiej wojny światowej, cztery za służbę w Korei, dwie za Wietnam oraz kolejne cztery za służbę w Libanie i rejonie Zatoki Perskiej. Za swe wybitne osiągnięcia USS „New Jersey” nosi również tytuł najbardziej odznaczonego okrętu w historii amerykańskiej floty.

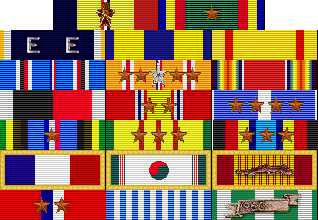
Odznaczenia i wstęgi przyznane pancernikowi USS „New Jersey” (BB-62)